# Timeline dei prodotti Apple Inc.
Questa timeline dei prodotti Apple è un elenco di tutti i prodotti Apple: Apple I, Apple II, Mac, iPhone e altri, nonché periferiche per computer, schede di espansione, prodotti ausiliari ed elettronica di consumo venduti da Apple Inc. Questo elenco è ordinato in base alla data di rilascio dei prodotti. I modelli Macintosh Performa erano spesso fisicamente identici ad altri modelli, in tal caso vengono omessi a favore del gemello identico.
| Timeline dei prodotti Apple Inc. |
| --- |
| I prodotti in questa cronologia indicano solo le date di introduzione e non necessariamente le date di interruzione, poiché i nuovi prodotti iniziano su una linea di prodotti contigua. |

## Cronologia dettagliata
I prodotti vengono colorati utilizzando i corrispondenti schemi di colori della timeline grafica.

### anni '70

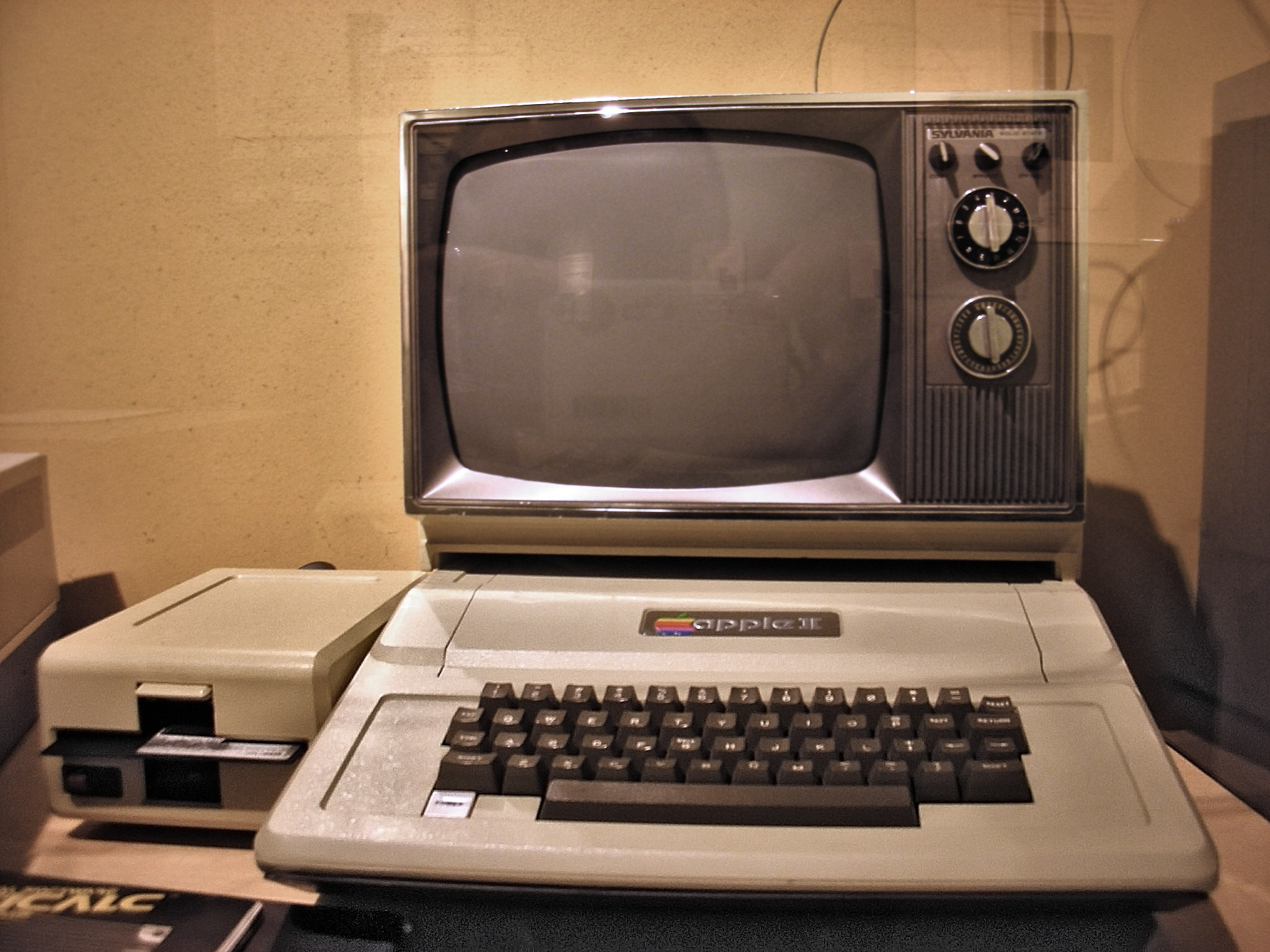
Apple II

| Rilasciato     | Modello                | Famiglia       | Interrotto        |
| -------------- | ---------------------- | -------------- | ----------------- |
| 11 aprile 1976 | Apple I                | Apple I        | 30 settembre 1977 |
| 1 giugno 1977  | Apple II               | Apple II       | 1 giugno 1979     |
| 1 giugno 1978  | Disk II                | Drive          | 1 maggio 1984     |
| 1 giugno 1979  | Apple II Plus          | serie Apple II | 1 dicembre 1982   |
| 1 giugno 1979  | Apple II EuroPlus      | serie Apple II | 1 dicembre 1982   |
| 1 giugno 1979  | Apple II J Plus        | serie Apple II | 1 dicembre 1982   |
| 1 giugno 1979  | Bell & Howell          | serie Apple II | 1 dicembre 1982   |
| 1 giugno 1979  | Bell & Howell Disco II | Drive          | 1 dicembre 1982   |
| 1 giugno 1979  | Apple Silent Type      | Stampanti      | 1 ottobre 1982    |

### anni '80

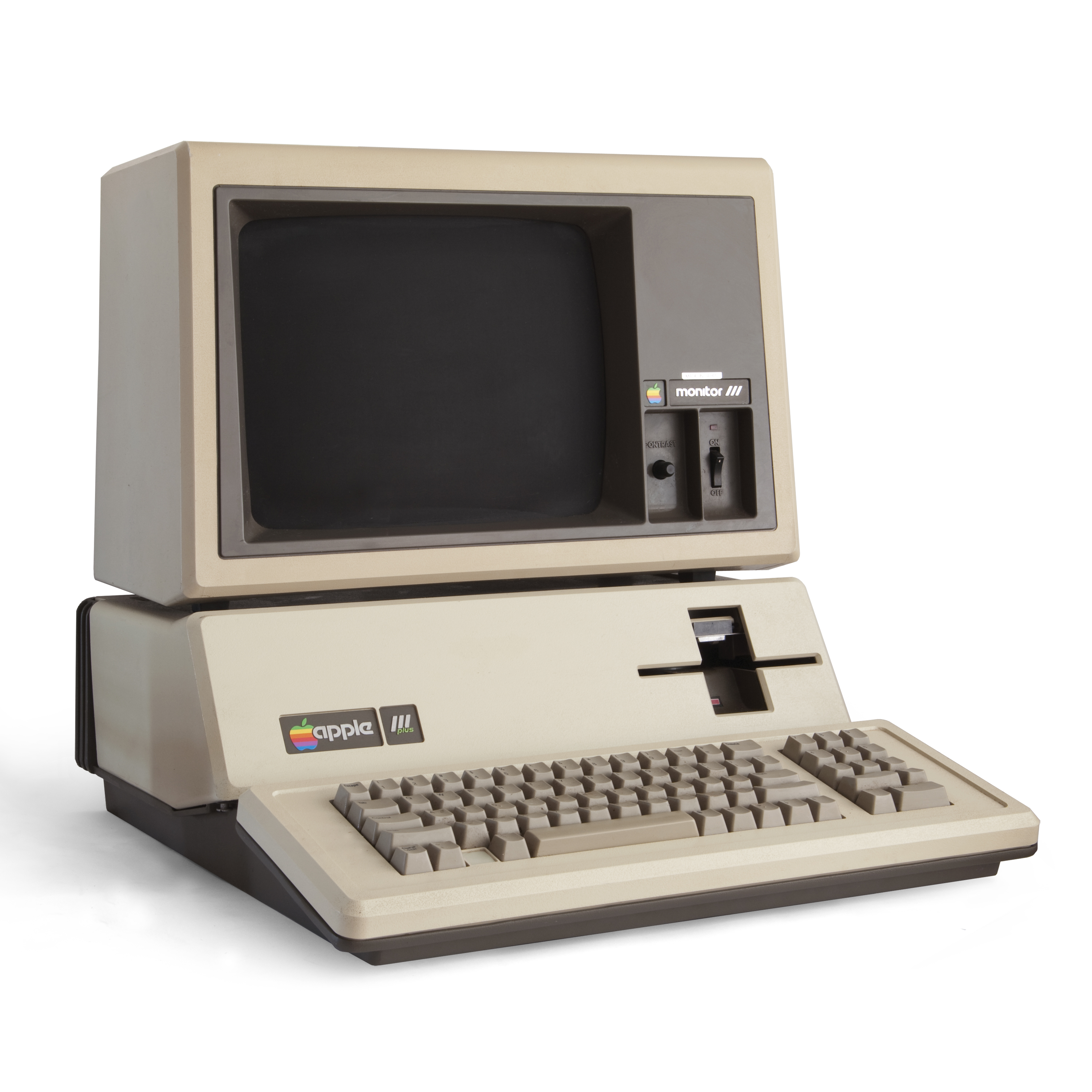
Apple III Plus

| Rilasciato       | Modello                        | Famiglia    | Interrotto       |
| ---------------- | ------------------------------ | ----------- | ---------------- |
| 1 settembre 1980 | Apple III                      | Apple III   | 1 dicembre 1981  |
| 1 settembre 1980 | Modem IIB (Novation CAT)       | Modem       | 1 dicembre 1981  |
| 1 settembre 1980 | Stampante IIA (Centronics 779) | Stampanti   | 1 dicembre 1981  |
| 1 settembre 1980 | Monitor III                    | Display     | 1 dicembre 1981  |
| 1 settembre 1980 | Monitor II (varie terze parti) | Display     | 1 dicembre 1981  |
| 1 settembre 1980 | Disk III                       | Stampanti   | 1 maggio 1984    |
| 1 settembre 1981 | Apple ProFile                  | Stampanti   | 1 settembre 1986 |
| 1 dicembre 1981  | Apple III rivisto              | Apple III   | 1 dicembre 1983  |
| 1 ottobre 1982   | Apple Dot Matrix Printer       | Stampanti   | 1 dicembre 1983  |
| 1 ottobre 1982   | Apple Daisy Wheel Printer      | Stampanti   | 1 dicembre 1983  |
| gennaio 1983     | Apple IIe                      | Apple II    | 1 marzo 1985     |
| 19 gennaio 1983  | Apple Lisa                     | 68000       | 1 gennaio 1984   |
| 1 dicembre 1983  | Apple III Plus                 | Apple III   | 24 aprile 1984   |
| 1 dicembre 1983  | ImageWriter Apple              | ImageWriter | 1 dicembre 1985  |

### 1984

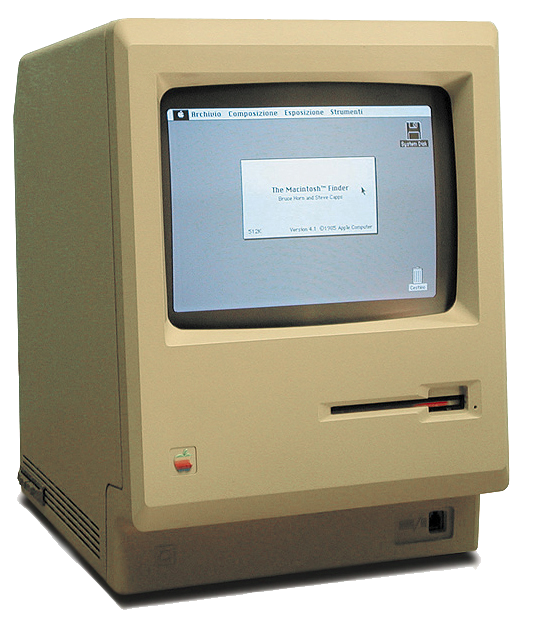
Macintosh 128K

| Rilasciato        | Modello                              | Famiglia    | Interrotto        |
| ----------------- | ------------------------------------ | ----------- | ----------------- |
| 1 gennaio 1984    | Apple Lisa 2                         | 68000       | 1 gennaio 1985    |
| 24 gennaio 1984   | Macintosh (128K)                     | Compatto    | 10 settembre 1984 |
| 24 gennaio 1984   | Macintosh External Disk Drive (400K) | Drive       | 1 gennaio 1986    |
| 24 gennaio 1984   | Apple Modem 300, 1984                | Modem       | ?                 |
| 24 gennaio 1984   | Modem Apple 1200, 1984               | Modem       | ?                 |
| 1 aprile 1984     | Apple IIc                            | Apple II    | 1 settembre 1986  |
| 1 aprile 1984     | Stampante Apple Scribe               | Stampanti   | 1 dicembre 1985   |
| 1 aprile 1984     | Apple Mouse IIc                      | Mouse Apple | 1 dicembre 1985   |
| 1 aprile 1984     | Disk IIc                             | Drive       | ?                 |
| 1 maggio 1984     | DuoDisk                              | Drive       | ?                 |
| giugno 1984       | Plotter a colori Apple 410           | Stampanti   | ?                 |
| giugno 1984       | Apple ImageWriter Wide Carriage      | Stampanti   | ?                 |
| 10 settembre 1984 | Macintosh 512K                       | Compatto    | 14 aprile 1986    |
| 10 settembre 1984 | Macintosh 128K (rivisto)             | Compatto    | 1 ottobre 1985    |
| dicembre 1984     | AppleColor 100                       | Display     | ?                 |

### 1985

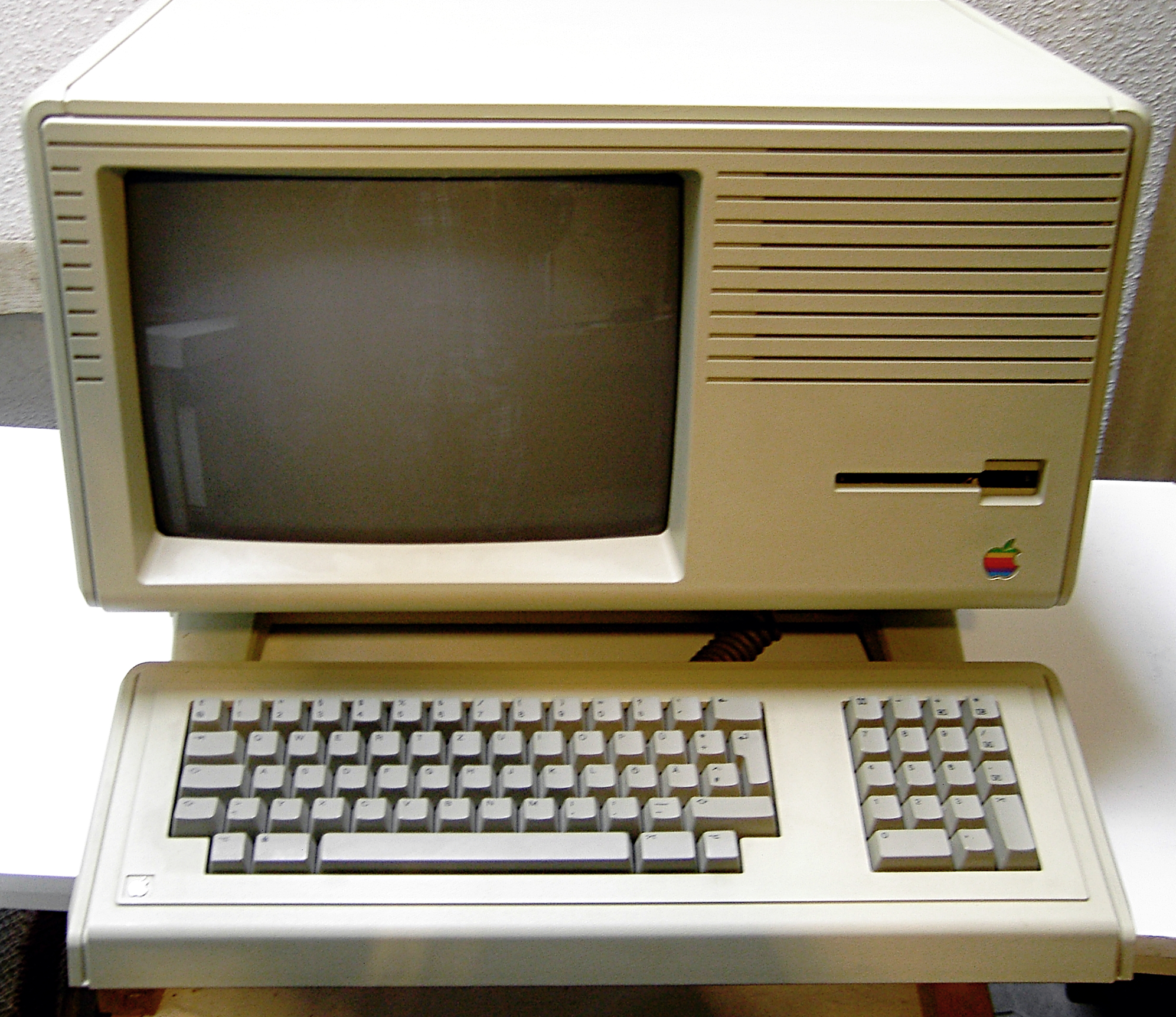
Macintosh XL

| Rilasciato       | Modello                    | Famiglia  | Interrotto       |
| ---------------- | -------------------------- | --------- | ---------------- |
| 1 gennaio 1985   | Macintosh XL               | 68000     | 1 aprile 1985    |
| 1 gennaio 1985   | LaserWriter Apple          | Stampanti | 1 dicembre 1985  |
| 1 gennaio 1985   | Connettore Apple LocalTalk | Rete      |                  |
| 1 marzo 1985     | Apple IIe avanzato         | Apple II  | 1 gennaio 1987   |
| 1 aprile 1985    | Apple Personal Modem       | Modem     | ?                |
| 1 aprile 1985    | Apple ImageWriter II       | Stampanti | 1996             |
| giugno 1985      | Apple UniDisk              | Drive     | 1 settembre 1986 |
| 1 settembre 1985 | Disco rigido Macintosh 20  | Drive     | ?                |
| 1 settembre 1985 | Apple UniDisk 3.5          | Drive     | 1 gennaio 1987   |
| 1 settembre 1985 | Apple ColorMonitor IIe     | Display   | ?                |
| 1 settembre 1985 | Apple ColorMonitor IIc     | Display   | ?                |

### 1986

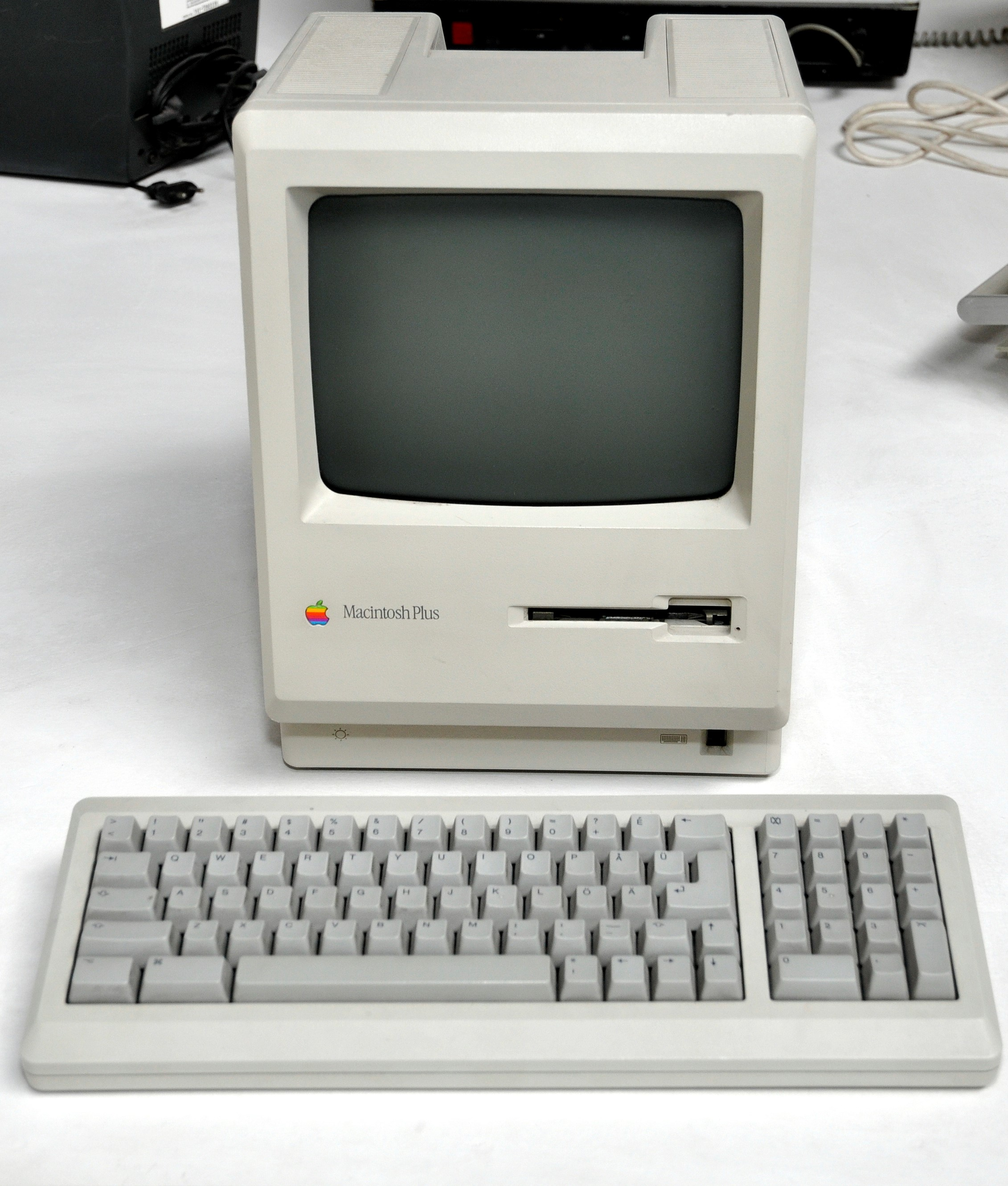
Macintosh Plus

| Rilasciato        | Modello                             | Famiglia  | Interrotto       |
| ----------------- | ----------------------------------- | --------- | ---------------- |
| 16 gennaio 1986   | Macintosh Plus                      | Compatto  | 15 ottobre 1990  |
| 16 gennaio 1986   | Macintosh 800K External Drive       | Drive     | ?                |
| 16 gennaio 1986   | Apple LaserWriter Plus              | Stampanti | ?                |
| 14 aprile 1986    | Macintosh 512Ke                     | Compatto  | 1 ottobre 1987   |
| 15 settembre 1986 | Apple IIGS                          | Apple II  | 1 dicembre 1992  |
| 15 settembre 1986 | Espansione di memoria per Apple IIc | Apple II  | 1 settembre 1988 |
| 15 settembre 1986 | Disco rigido Apple 20SC             | Drive     | ?                |
| 15 settembre 1986 | Apple Drive 3.5                     | Drive     | ?                |
| 15 settembre 1986 | Apple Drive 5.25                    | Drive     | ?                |
| 15 settembre 1986 | Monitor RGB AppleColor              | Display   | ?                |
| 15 settembre 1986 | Monitor monocromatico Apple         | Display   | ?                |
| 15 settembre 1986 | Monitor composito AppleColor        | Display   | ?                |

### 1987

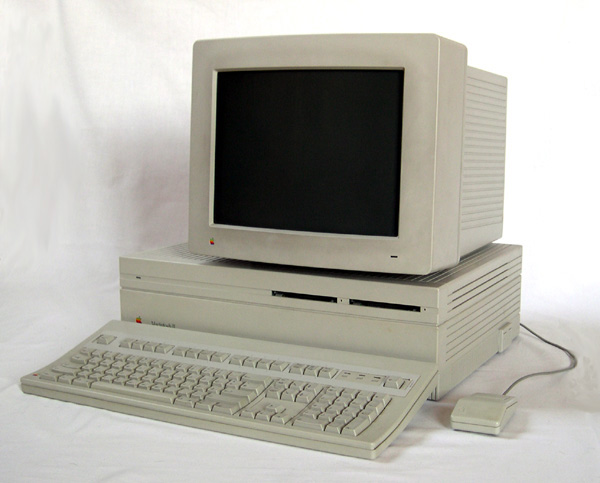
Macintosh II

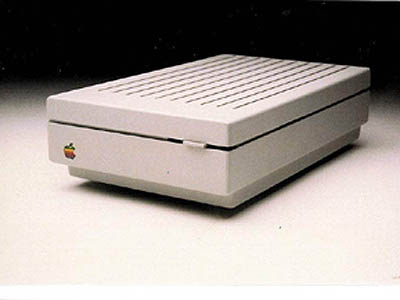
modem AppleFax

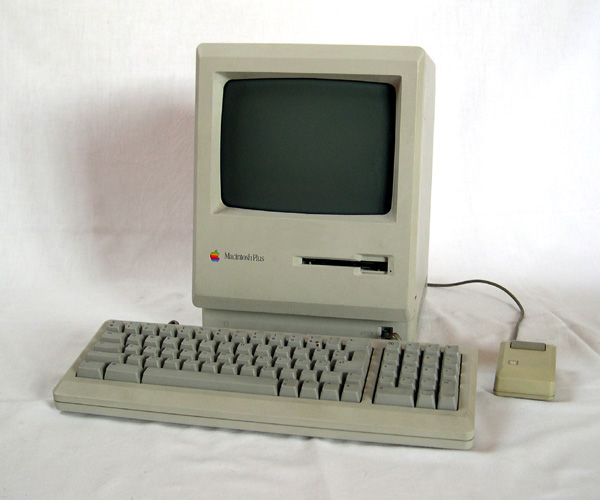
Macintosh Plus

| Rilasciato     | Modello                                | Famiglia  | Interrotto       |
| -------------- | -------------------------------------- | --------- | ---------------- |
| 1 gennaio 1987 | Macintosh Plus (Platinum)              | Compatto  | October 15, 1990 |
| 1 gennaio 1987 | Apple IIe Platinum                     | Apple II  | November 1, 1993 |
| 2 marzo 1987   | Macintosh SE                           | Compatto  | August 1, 1989   |
| 2 marzo 1987   | Macintosh II                           | Mac II    | January 15, 1990 |
| 2 marzo 1987   | AppleColor High-Resolution RGB Monitor | Display   | December 1992    |
| agosto 1987    | ImageWriter LQ                         | Stampanti | December 1990    |
| agosto 1987    | Modem AppleFax                         | Display   | ?                |
| agosto 1987    | Drive Apple PC 5.25"                   | Drive     | ?                |
| agosto 1987    | Apple Tape Backup 40SC                 | Drive     | ?                |

### 1988
| Rilasciato        | Modello                          | Famiglia  | Interrotto       |
| ----------------- | -------------------------------- | --------- | ---------------- |
| 1 gennaio 1988    | LaserWriter II SC, II NT, II NTX | Stampanti | ?                |
| 2 marzo 1988      | Apple CD SC                      | Drive     | ?                |
| agosto 1988       | Scanner Apple                    | Scanner   | ?                |
| 1 settembre 1988  | Apple IIc Plus                   | Apple II  | 1 settembre 1990 |
| 19 settembre 1988 | Macintosh IIx                    | Mac II    | 15 ottobre 1990  |

### 1989

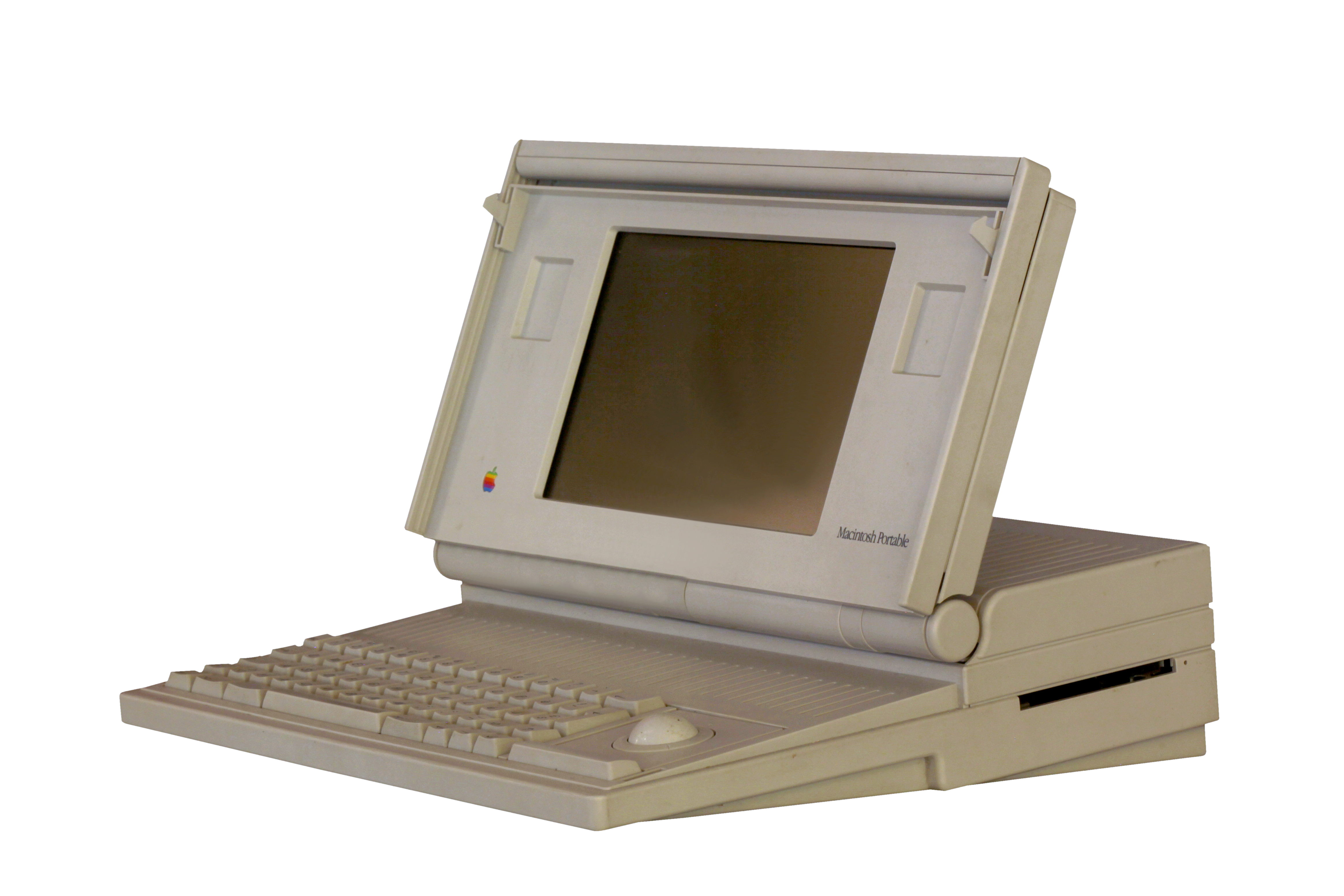
Macintosh portatile

| Rilasciato        | Modello                                         | Famiglia  | Interrotto       |
| ----------------- | ----------------------------------------------- | --------- | ---------------- |
| 19 gennaio 1989   | Macintosh SE/30                                 | Compatto  | 21 ottobre 1991  |
| 7 marzo 1989      | Macintosh IIcx                                  | Mac II    | 11 marzo 1991    |
| 7 marzo 1989      | Monitor monocromatico a due pagine Apple        | Display   | 19 ottobre 1992  |
| 7 marzo 1989      | Display verticale Apple Macintosh               | Display   | 19 ottobre 1992  |
| 7 marzo 1989      | Display monocromatico ad alta risoluzione Apple | Display   | 1 febbraio 1991  |
| luglio 1989       | Modem 2400 di Apple                             | Modem     | dicembre 1992    |
| 1 agosto 1989     | Macintosh SE FDHD                               | Compatto  | 15 ottobre 1990  |
| 1 agosto 1989     | Apple FDHD SuperDrive                           | Drive     |                  |
| 20 settembre 1989 | Macintosh IIci                                  | Mac II    | 20 febbraio 1993 |
| 20 settembre 1989 | Macintosh portatile                             | Portatile | 11 febbraio 1991 |
| 1 ottobre 1989    | Apple IIGS (1 MB, ROM 3)                        | Apple II  | 1 dicembre 1992  |

### 1990

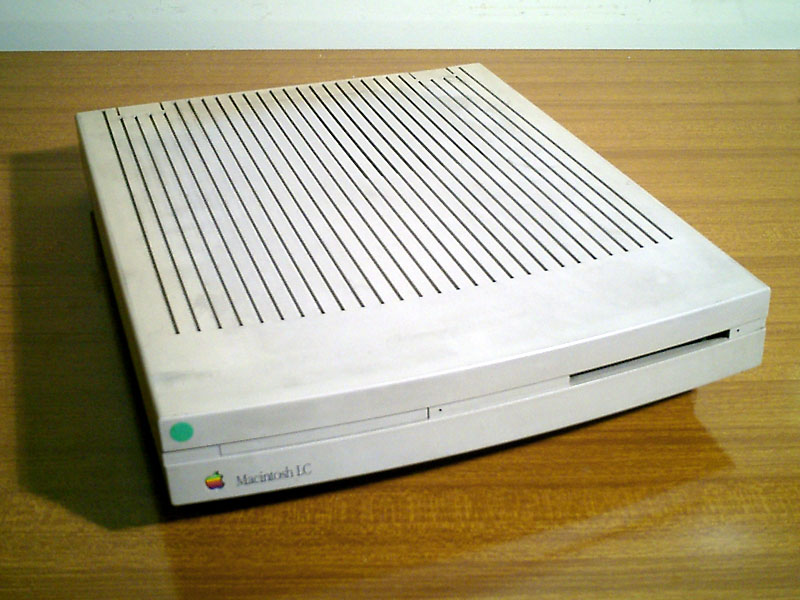
Macintosh LC, rilasciato il 15 ottobre 1990

| Rilasciato      | Modello                  | Famiglia     | Interrotto        |
| --------------- | ------------------------ | ------------ | ----------------- |
| 19 marzo 1990   | Macintosh IIfx           | Mac II       | 15 aprile 1992    |
| 1 giugno 1990   | LaserWriter personale SC | LaserWriter  | 1 settembre 1993  |
| 15 ottobre 1990 | Macintosh LC             | Macintosh LC | 23 marzo 1992     |
| 15 ottobre 1990 | Macintosh classico       | Compatto     | 14 settembre 1992 |
| 15 ottobre 1990 | Macintosh IIsi           | Mac II       | 15 marzo 1993     |

### 1991
| Rilasciato       | Modello                                       | Famiglia       | Interrotto        |
| ---------------- | --------------------------------------------- | -------------- | ----------------- |
| 11 febbraio 1991 | Macintosh portatile (schermo retroilluminato) | Portatile      | 21 ottobre 1991   |
| 1 marzo 1991     | Scheda Apple IIe                              | Apple II serie | 1 maggio 1995     |
| 1 marzo 1991     | LaserWriter personale LS                      | LaserWriter    | 1 maggio 1993     |
| 1 marzo 1991     | StyleWriter                                   | StyleWriter    | 1 gennaio 1993    |
| 1 luglio 1991    | LaserWriter personale NT                      | LaserWriter    |                   |
| 1 ottobre 1991   | LaserWriter IIf                               | LaserWriter    | 1 maggio 1993     |
| 1 ottobre 1991   | LaserWriter IIg                               | LaserWriter    | 1 ottobre 1993    |
| 21 ottobre 1991  | Macintosh Classico II                         | Compatto       | 13 settembre 1993 |
| 21 ottobre 1991  | Macintosh Quadra 700                          | Quadra         | 15 marzo 1993     |
| 21 ottobre 1991  | Macintosh Quadra 900                          | Quadra         | 18 maggio 1992    |
| 21 ottobre 1991  | PowerBook 100                                 | PowerBook 100  | 3 agosto 1992     |
| 21 ottobre 1991  | PowerBook 140                                 | PowerBook 100  | 3 agosto 1992     |
| 21 ottobre 1991  | PowerBook 170                                 | PowerBook 100  | 19 ottobre 1992   |

### 1992

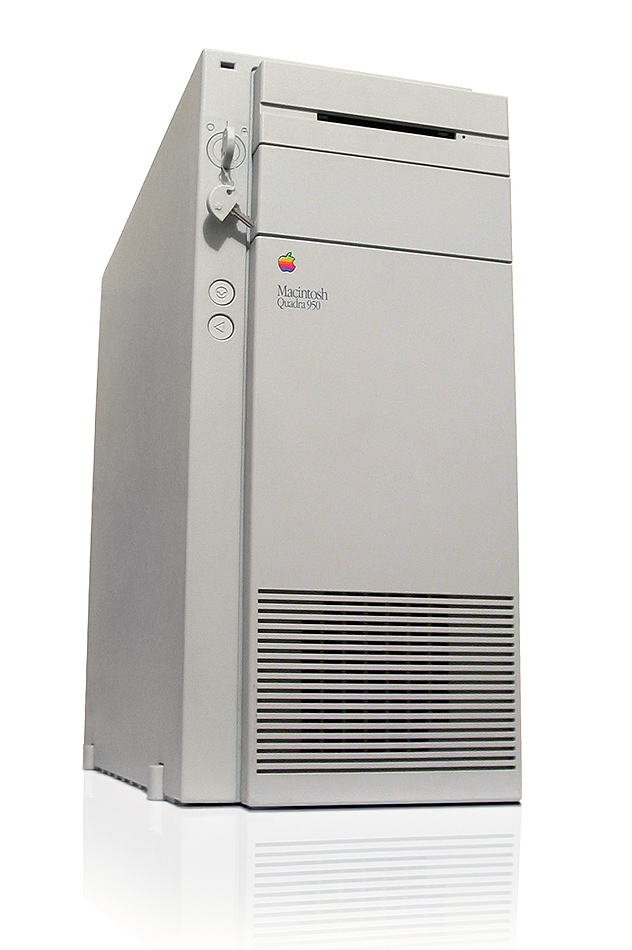
Quadra 950

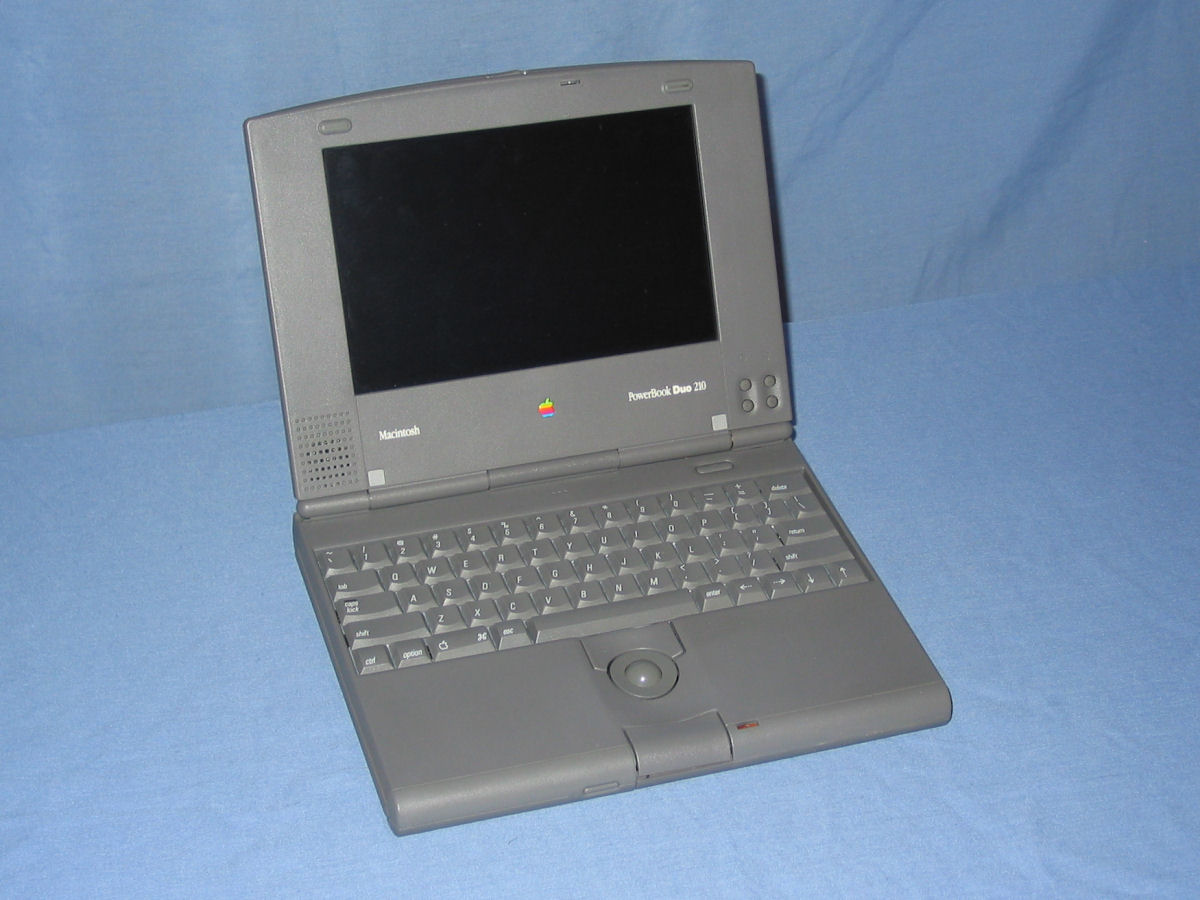
PowerBook Duo

| Rilasciato        | Modello                     | Famiglia        | Interrotto       |
| ----------------- | --------------------------- | --------------- | ---------------- |
| 1 marzo 1992      | LaserWriter personale NTR   | Scrittore laser | 1 settembre 1993 |
| 23 marzo 1992     | Macintosh LC II             | Macintosh LC    | 15 marzo 1993    |
| 18 maggio 1992    | Macintosh Quadra 950        | Quadra          | 14 ottobre 1995  |
| 3 agosto 1992     | PowerBook 145               | PowerBook 100   | 7 luglio 1993    |
| 14 settembre 1992 | Display Apple Performa Plus | Schermo         | 18 luglio 1994   |
| 19 ottobre 1992   | Macintosh IIvi              | Mac II          | 10 febbraio 1993 |
| 19 ottobre 1992   | Macintosh IIvx              | Mac II          | 10 ottobre 1993  |
| 19 ottobre 1992   | PowerBook 160               | PowerBook 100   | 16 agosto 1993   |
| 19 ottobre 1992   | PowerBook 180               | PowerBook 100   | 16 maggio 1994   |
| 19 ottobre 1992   | PowerBook Duo 210           | PowerBook Duo   | 21 ottobre 1993  |
| 19 ottobre 1992   | PowerBook Duo 230           | PowerBook Duo   | 27 luglio 1994   |
| 19 ottobre 1992   | Powerbook Duo Dock          | PowerBook Duo   | 27 luglio 1994   |

### 1993

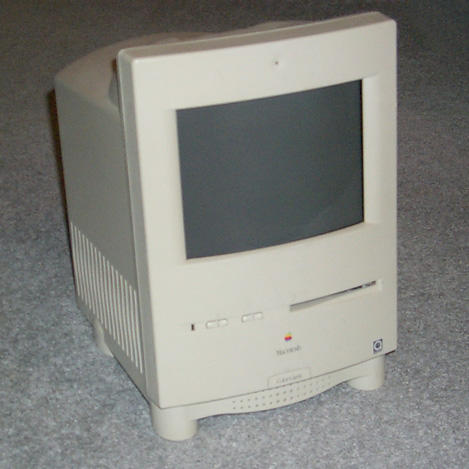
Macintosh Color Classic

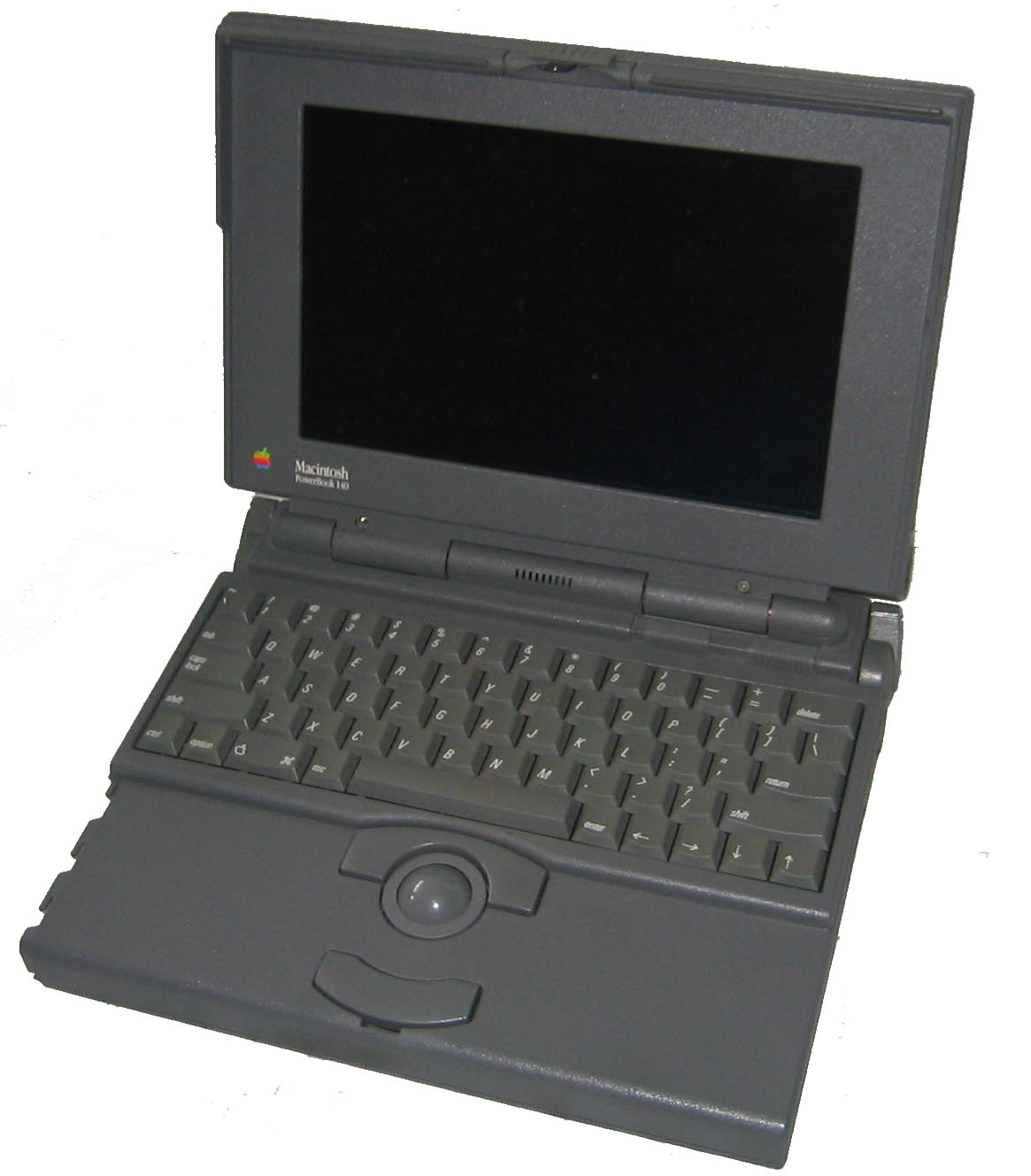
PowerBook 140

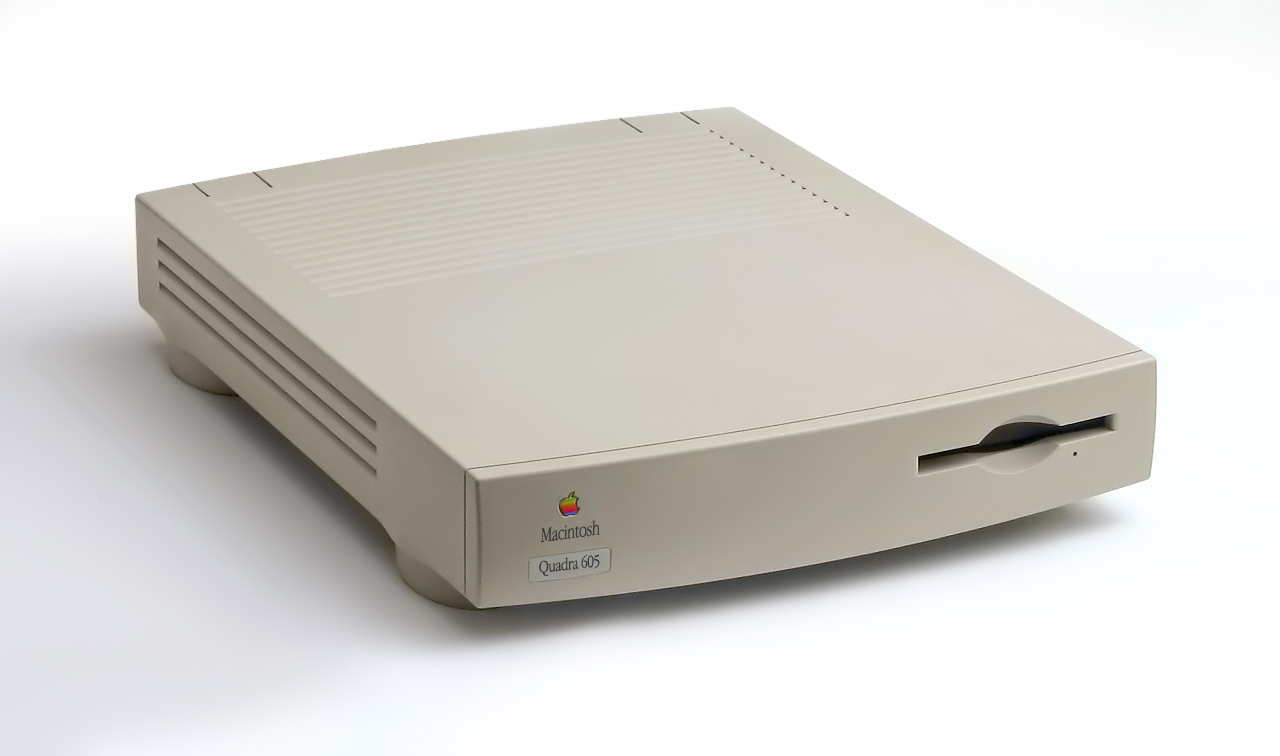
Quadra 605, rilasciato il 21 ottobre 1993

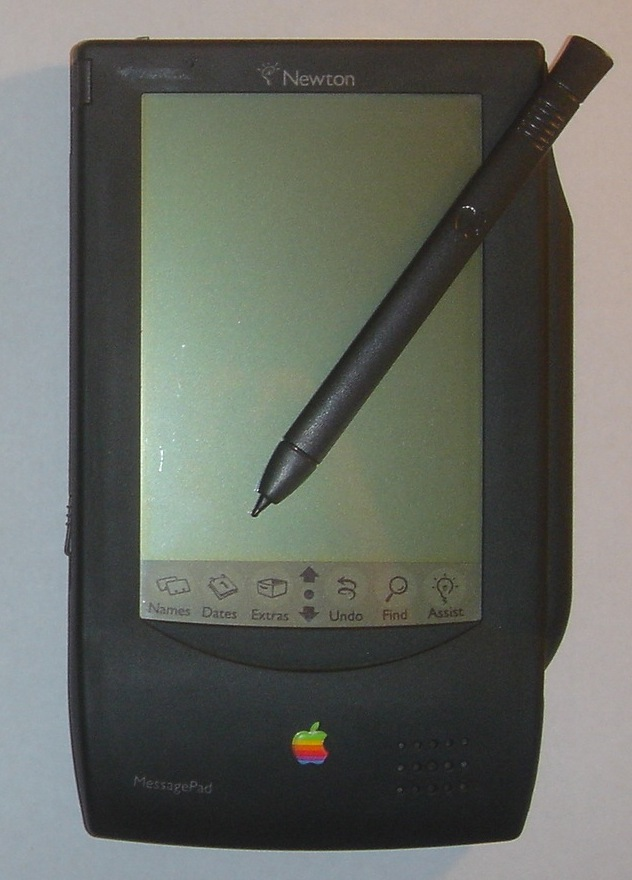
Newton Message Pad 100, rilasciato il 16 agosto 1993

| Rilascio         | Modello                        | Famiglia         | Interrotto        |
| ---------------- | ------------------------------ | ---------------- | ----------------- |
| 1 gennaio 1993   | StyleWriter II                 | StyleWriter      | 17 aprile 1995    |
| 1 gennaio 1993   | Apple Color Printer            | StyleWriter      | 1 febbraio 1994   |
| 1 gennaio 1993   | LaserWriter Pro 600            | LaserWriter      | 1 ottobre 1993    |
| 1 gennaio 1993   | LaserWriter Pro 630            | LaserWriter      | 1 settembre 1994  |
| 10 febbraio 1993 | Macintosh LC III               | Macintosh LC     | 14 febbraio 1994  |
| 10 febbraio 1993 | Macintosh Color Classic        | Compact          | 16 maggio 1994    |
| 10 febbraio 1993 | Macintosh Centris/Quadra 610   | Centris          | 21 ottobre 1993   |
| 10 febbraio 1993 | Macintosh Centris/Quadra 650   | Centris          | 21 ottobre 1993   |
| 10 febbraio 1993 | Quadra 800                     | Quadra           | 14 marzo 1994     |
| 10 febbraio 1993 | PowerBook 165c                 | PowerBook 100    | 13 dicembre 1993  |
| 10 febbraio 1993 | LaserWriter Select 300         | LaserWriter      | 3 gennaio 1995    |
| 10 febbraio 1993 | LaserWriter Select 310         | LaserWriter      | 1 gennaio 1994    |
| 22 marzo 1993    | Workgroup Server 80            | Workgroup Server | 17 ottobre 1995   |
| 22 marzo 1993    | Workgroup Server 95            | Workgroup Server | 3 aprile 1995     |
| 22 marzo 1993    | PowerCD                        | PowerCD          | 1 gennaio 1995    |
| 22 marzo 1993    | Apple Design Powered Speakers  | Speaker          | 1 gennaio 1995    |
| 7 giugno 1993    | PowerBook 145b                 | PowerBook 100    | 18 luglio 1994    |
| 7 giugno 1993    | PowerBook 180c                 | PowerBook 100    | 14 marzo 1994     |
| 1 giugno 1993    | Personal LaserWriter 300       | LaserWriter      | 1 settembre 1994  |
| 23 luglio 1993   | StyleWriter portatile          | StyleWriter      | 15 maggio 1995    |
| 28 giugno 1993   | Macintosh LC 520               | Macintosh LC     | 2 febbraio 1994   |
| 26 luglio 1993   | Workgroup Server 60            | Workgroup Server | 17 ottobre 1995   |
| 29 luglio 1993   | Macintosh Centris/Quadra 660AV | Quadra           | 12 settembre 1994 |
| 29 luglio 1993   | Quadra 840AV                   | Quadra           | 18 luglio 1994    |
| 1 agosto 1993    | Apple AudioVision 14 Display   | Display          | 14 ottobre 1995   |
| 16 agosto 1993   | Newton Message Pad             | Newton           | 1 marzo 1994      |
| 16 agosto 1993   | PowerBook 165                  | PowerBook 100    | 18 luglio 1994    |
| 1 ottobre 1993   | LaserWriter Select 360         | LaserWriter      | 22 aprile 1996    |
| 1 ottobre 1993   | LaserWriter Pro 810            | LaserWriter      | 1 novembre 1994   |
| 1 ottobre 1993   | Personal LaserWriter 320       | LaserWriter      | 16 settembre 1995 |
| 18 ottobre 1993  | Macintosh LC III+              | Macintosh LC     | 14 febbraio 1994  |
| 21 ottobre 1993  | Macintosh TV                   | Macintosh LC     | 1 febbraio 1995   |
| 21 ottobre 1993  | Macintosh Color Classic II     | Compact          | 1 novembre 1995   |
| 21 ottobre 1993  | Quadra 605                     | Quadra           | 17 ottobre 1994   |
| 21 ottobre 1993  | Quadra 610                     | Quadra           | 18 luglio 1994    |
| 21 ottobre 1993  | Quadra 650                     | Quadra           | 12 settembre 1994 |
| 21 ottobre 1993  | PowerBook Duo 250              | PowerBook Duo    | 16 maggio 1994    |
| 21 ottobre 1993  | PowerBook Duo 270c             | PowerBook Duo    | 16 maggio 1994    |
| 21 ottobre 1993  | Apple Color Plus 14" Display   | Display          | 7 agosto 1995     |

### 1994

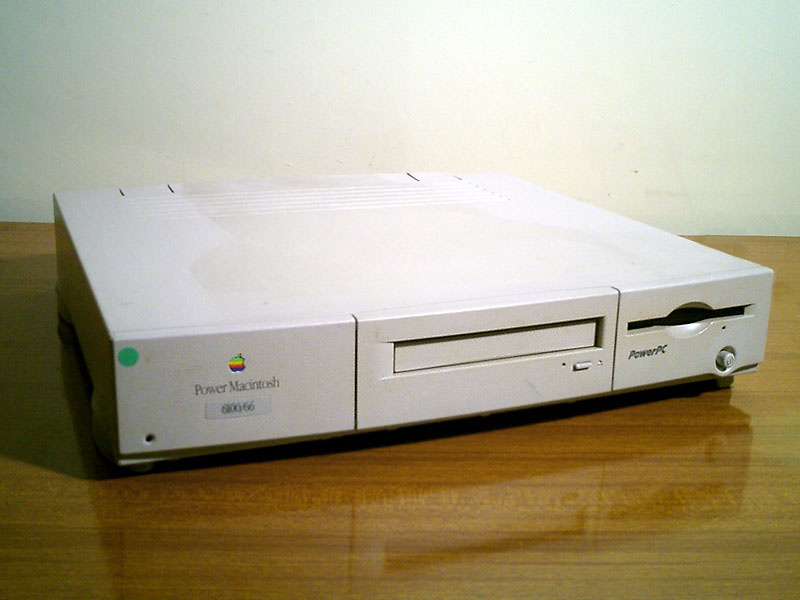
Power Macintosh 6100, rilasciato il 14 marzo 1994

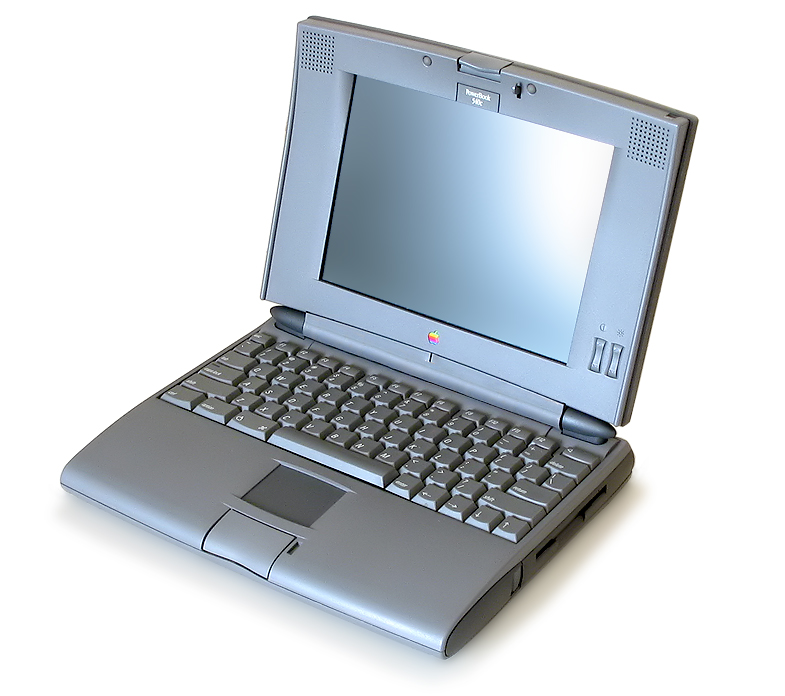
PowerBook 540c, rilasciato il 16 maggio 1994

| Rilasciato       | Modello                         | Famiglia         | Interrotto        |
| ---------------- | ------------------------------- | ---------------- | ----------------- |
| 1 febbraio 1994  | Macintosh LC 550                | Macintosh LC     | 23 marzo 1995     |
| 1 febbraio 1994  | Macintosh LC 575                | Macintosh LC     | 3 aprile 1995     |
| 1 febbraio 1994  | Color StyleWriter Pro           | StyleWriter      | 16 dicembre 1995  |
| 1 febbraio 1994  | Apple QuickTake 100             | Quick Take       | 1 gennaio 1995    |
| 28 febbraio 1994 | Quadra 610 DOS Compatible       | Quadra           | 13 giugno 1994    |
| 14 marzo 1994    | Power Macintosh 6100            | Power Macintosh  | 18 maggio 1996    |
| 14 marzo 1994    | Power Macintosh 7100            | Power Macintosh  | 6 gennaio 1996    |
| 14 marzo 1994    | Power Macintosh 8100            | Power Macintosh  | 3 gennaio 1995    |
| 25 aprile 1994   | Server di gruppo di lavoro 6150 | Workgroup Server | 1 ottobre 1995    |
| 25 aprile 1994   | Workgroup server 8150           | Workgroup Server | 26 febbraio 1996  |
| 25 aprile 1994   | Workgroup Server 9150           | Workgroup Server | 26 febbraio 1996  |
| 16 maggio 1994   | PowerBook 520c                  | PowerBook 500    | 16 settembre 1995 |
| 16 maggio 1994   | PowerBook 540c                  | PowerBook 500    | 16 agosto 1995    |
| 16 maggio 1994   | PowerBook 550                   | PowerBook 500    | 1 aprile 1996     |
| 16 maggio 1994   | PowerBook Duo 280               | PowerBook Duo    | 14 novembre 1994  |
| 16 maggio 1994   | PowerBook Duo 280c              | PowerBook Duo    | 1 gennaio 1996    |
| 16 maggio 1994   | PowerBook Duo Dock II           | PowerBook Duo    | 25 maggio 1995    |
| 18 luglio 1994   | Quadra 630                      | Quadra           | 17 aprile 1995    |
| 18 luglio 1994   | PowerBook 150                   | PowerBook 100    | 14 ottobre 1995   |
| 18 luglio 1994   | Display Apple Multiple Scan 15  | Display          | 14 settembre 1996 |
| 1 settembre 1994 | Color StyleWriter 2400          | StyleWriter      | ?                 |
| 1 settembre 1994 | LaserWriter 16/600 PS           | LaserWriter      | ?                 |
| 3 novembre 1994  | Macintosh LC 630                | LC               | 2 marzo 1996      |
| 1 dicembre 1994  | Pippin                          | Pippin           | 1 dicembre 1997   |

### 1995

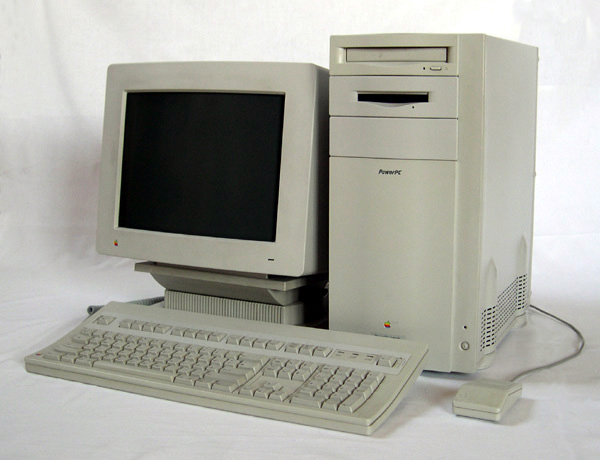
Power Macintosh 9500, rilasciato il 19 giugno 1995

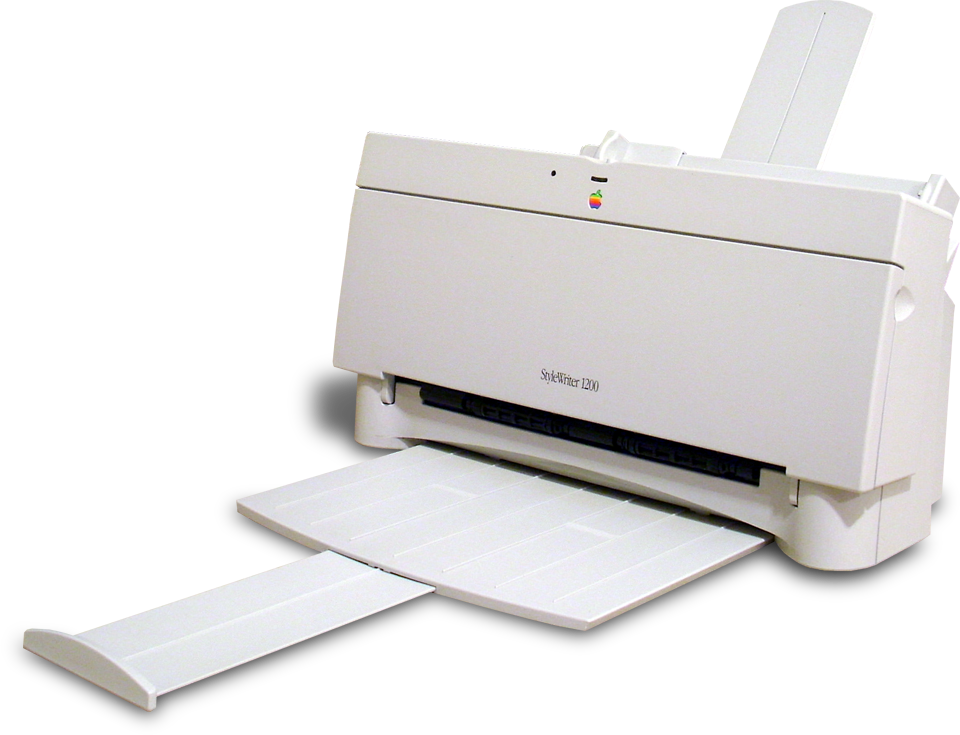
Apple StyleWriter 1200, rilasciato il 1 aprile 1995

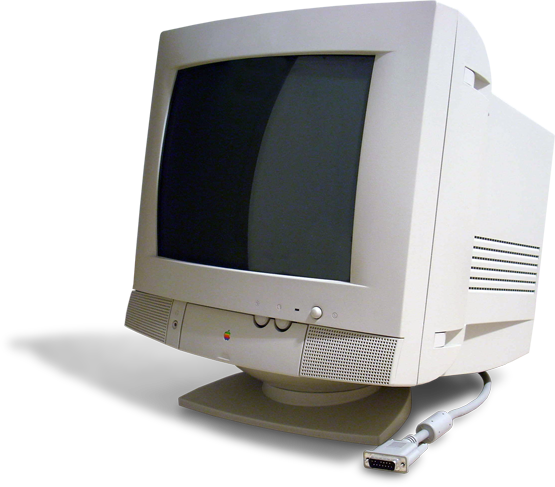
Display Apple Multiple Scan da 14", rilasciato il 7 agosto 1995

| Rilasciato       | Modello                         | Famiglia        | Interrotto        |
| ---------------- | ------------------------------- | --------------- | ----------------- |
| 28 gennaio 1995  | Power Macintosh 6200/6300       | Power Macintosh | 17 ottobre 1996   |
| 23 febbraio 1995 | Power Macintosh 8115            | Power Macintosh | ?                 |
| 1 aprile 1995    | StyleWriter 1200                | StyleWriter     | ?                 |
| 3 aprile 1995    | Macintosh LC 580                | Macintosh LC    | 1 ottobre 1995    |
| 3 aprile 1995    | Power Macintosh 5200 LC         | Power Macintosh | 1 ottobre 1996    |
| 1 maggio 1995    | Power Macintosh 6200            | Power Macintosh | 1 luglio 1997     |
| 15 maggio 1995   | PowerBook Duo Dock Plus         | PowerBook Duo   | ?                 |
| 1 giugno 1995    | LaserWriter 4/600 PS            | LaserWriter     | ?                 |
| 1 giugno 1995    | Scrittore laser a colori 12/600 | LaserWriter     | ?                 |
| 1 giugno 1995    | Color StyleWriter 2200          | StyleWriter     | ?                 |
| 19 giugno 1995   | Power Macintosh 9500            | Power Macintosh | 17 febbraio 1997  |
| 7 agosto 1995    | Power Macintosh 7200            | Power Macintosh | 1 aprile 1996     |
| 7 agosto 1995    | Power Macintosh 7500            | Power Macintosh | 17 febbraio 1997  |
| 7 agosto 1995    | Power Macintosh 8500            | Power Macintosh | 17 febbraio 1997  |
| 7 agosto 1995    | Apple Vision 1710               | Display         | 5 agosto 1997     |
| 7 agosto 1995    | Display Apple Multiple Scan 14  | Display         | 14 settembre 1996 |
| 28 agosto 1995   | PowerBook 190                   | PowerBook 100   | 1 settembre 1996  |
| 28 agosto 1995   | PowerBook 5300                  | PowerBook 500   | 1 settembre 1996  |
| 28 agosto 1995   | Power Macintosh 5300 LC         | Power Macintosh | 1 marzo 1997      |
| 28 agosto 1995   | PowerBook Duo 2300c             | PowerBook Duo   | 1 febbraio 1997   |

### 1996

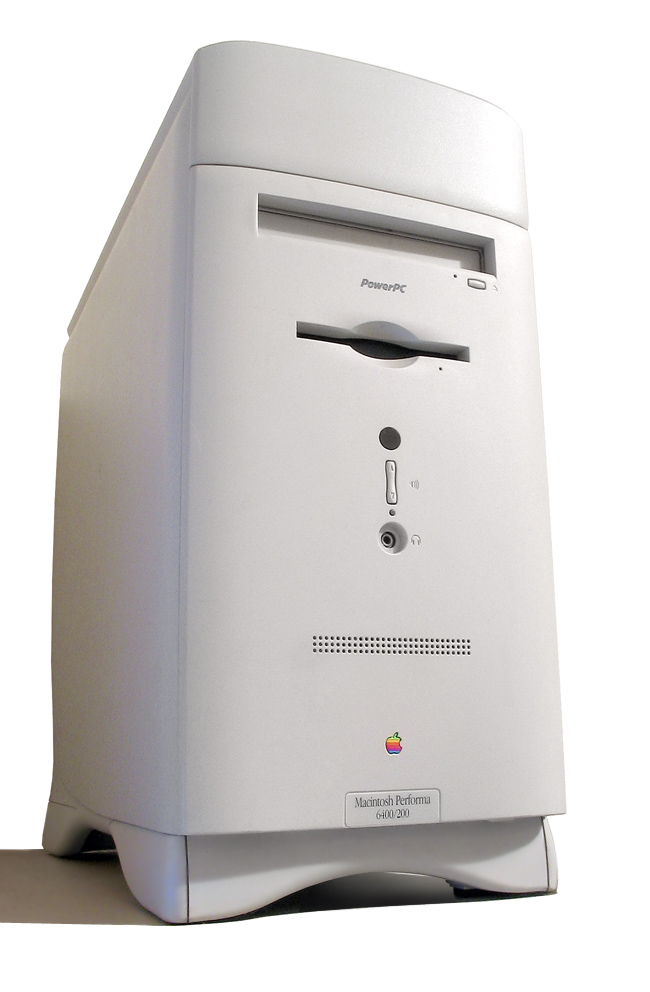
Power Macintosh 6400, rilasciato il 1 ottobre 1996

| Rilasciato       | Modello                                | Famiglia         | Interrotto        |
| ---------------- | -------------------------------------- | ---------------- | ----------------- |
| 11 gennaio 1996  | Power Macintosh 7215                   | Power Macintosh  | ?                 |
| 11 gennaio 1996  | Power Macintosh 8515                   | Power Macintosh  | 1 aprile 1996     |
| 15 febbraio 1996 | Apple Network Server 500               | Server di rete   | 1 aprile 1997     |
| 15 febbraio 1996 | Apple Network Server 700/150           | Server di rete   | 1 aprile 1997     |
| 17 febbraio 1996 | Power Macintosh 5400                   | Power Macintosh  | 1 marzo 1998      |
| 19 febbraio 1996 | Color StyleWriter 1500                 | StyleWriter      | ?                 |
| 19 febbraio 1996 | Color StyleWriter 2500                 | StyleWriter      | ?                 |
| 26 febbraio 1996 | Workgroup Server 7250                  | Workgroup Server | 21 aprile 1997    |
| 26 febbraio 1996 | Workgroup Server 8550                  | Workgroup Server | 21 aprile 1997    |
| 1 aprile 1996    | Power Macintosh 7600                   | Power Macintosh  | 1 ottobre 1997    |
| 15 aprile 1996   | Power Macintosh 5260                   | Power Macintosh  | 1 marzo 1997      |
| 22 aprile 1996   | Power Macintosh 7200/120 PC Compatible | Power Macintosh  | 1 febbraio 1997   |
| 22 aprile 1996   | Power Macintosh 8200                   | Power Macintosh  | 19 settembre 1996 |
| 1 maggio 1996    | LaserWriter 12/640PS                   | LaserWriter      | ?                 |
| 27 giugno 1996   | Power Macintosh 6300                   | Power Macintosh  | 1 luglio 1997     |
| 1 ottobre 1996   | Power Macintosh 6400                   | Power Macintosh  | 1 maggio 1997     |
| 1 ottobre 1996   | LaserWriter a colori 12/660 PS         | LaserWriter      | ?                 |
| 16 ottobre 1996  | Apple Server Network 700/200           | Server di rete   | 1 aprile 1997     |
| 15 novembre 1996 | Power Macintosh 4400                   | Power Macintosh  | 11 ottobre 1997   |
| 20 novembre 1996 | PowerBook 1400                         | PowerBook        | 6 maggio 1998     |

### 1997

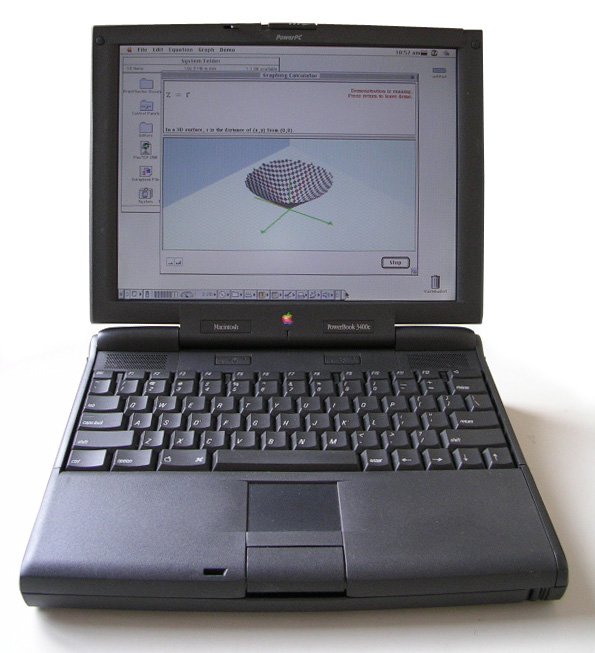
PowerBook 3400, rilasciato il 10 novembre 1997

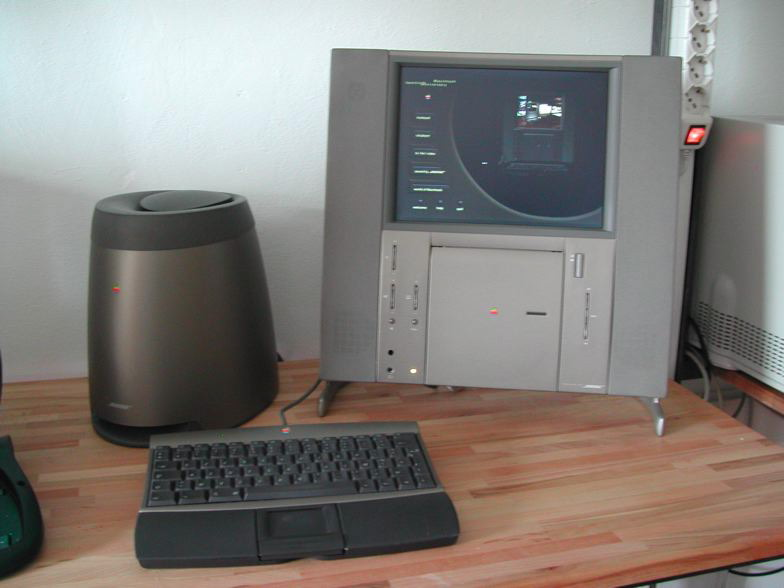
Macintosh del ventesimo anniversario, rilasciato il 20 marzo 1997

| Rilasciato       | Modello                                 | Famiglia         | Interrotto       |
| ---------------- | --------------------------------------- | ---------------- | ---------------- |
| 17 febbraio 1997 | Power Macintosh 5500                    | Power Macintosh  | 31 marzo 1998    |
| 17 febbraio 1997 | Power Macintosh 6500                    | Power Macintosh  | 14 marzo 1998    |
| 17 febbraio 1997 | Power Macintosh 7220                    | Power Macintosh  | ?                |
| 17 febbraio 1997 | Power Macintosh 7300                    | Power Macintosh  | 10 novembre 1997 |
| 17 febbraio 1997 | Power Macintosh 8600                    | Power Macintosh  | 17 febbraio 1998 |
| 17 febbraio 1997 | Power Macintosh 9600                    | Power Macintosh  | 17 marzo 1998    |
| 17 febbraio 1997 | PowerBook 3400                          | PowerBook        | 14 marzo 1998    |
| 7 marzo 1997     | eMate 300                               | Newton           | 27 febbraio 1998 |
| 20 marzo 1997    | Macintosh del ventesimo anniversario    | Power Macintosh  | 14 marzo 1998    |
| 21 aprile 1997   | Workgroup Server 7350                   | Workgroup Server | 2 marzo 1998     |
| 21 aprile 1997   | Workgroup Server 9650                   | Workgroup Server | 2 marzo 1998     |
| 8 maggio 1997    | PowerBook 2400c                         | PowerBook        | 14 marzo 1998    |
| 16 giugno 1997   | Color StyleWriter 4100                  | StyleWriter      | ?                |
| 16 giugno 1997   | Color StyleWriter 4500                  | StyleWriter      | ?                |
| 16 giugno 1997   | Color StyleWriter 6500                  | StyleWriter      | ?                |
| 5 agosto 1997    | LaserWriter 8500                        | LaserWriter      | ?                |
| 5 agosto 1997    | Display Apple ColorSync/AppleVision 750 | Display          | 10 novembre 1998 |
| 10 novembre 1997 | Desktop Power Macintosh G3              | Power Macintosh  | 5 gennaio 1999   |
| 10 novembre 1997 | Minitorre Power Macintosh G3            | Power Macintosh  | 5 gennaio 1999   |
| 10 novembre 1997 | PowerBook G3                            | PowerBook G3     | 14 marzo 1998    |

### 1998

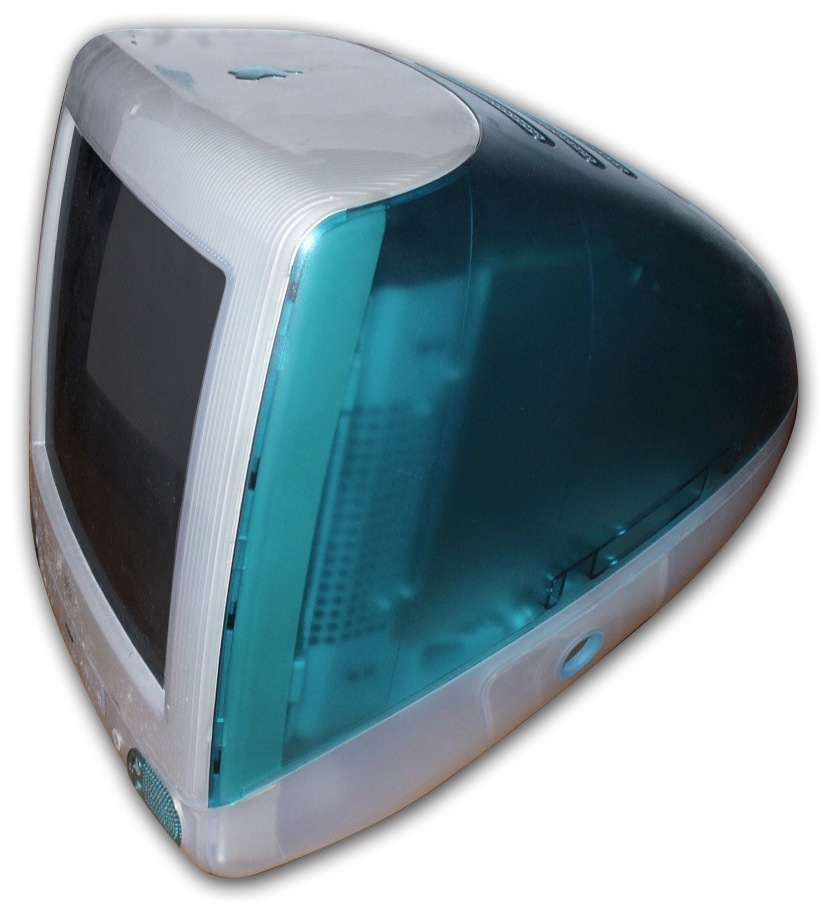
iMac G3, rilasciato il 15 agosto 1998

| Rilasciato      | Modello                | Famiglia         | Interrotto      |
| --------------- | ---------------------- | ---------------- | --------------- |
| 31 gennaio 1998 | Power Macintosh G3 AIO | Power Macintosh  | 17 ottobre 1998 |
| 2 marzo 1998    | Server Macintosh G3    | Server Macintosh | 1 gennaio 1999  |
| 17 marzo 1998   | Apple Studio Display   | Display          | 1 giugno 2004   |
| 6 maggio 1998   | PowerBook serie G3     | PowerBook G3     | 10 maggio 1999  |
| 15 agosto 1998  | iMac G3                | iMac             | 10 maggio 1999  |

### 1999
| Rilasciato       | Modello                            | Famiglia         | Interrotto        |
| ---------------- | ---------------------------------- | ---------------- | ----------------- |
| 5 gennaio 1999   | Power Macintosh G3 (blu e bianco)  | Power Macintosh  | 13 ottobre 1999   |
| 5 gennaio 1999   | Server Macintosh G3 (blu e bianco) | Server Macintosh | 31 agosto 1999    |
| 10 maggio 1999   | PowerBook G3 ("Lombard")           | PowerBook G3     | 16 febbraio 2000  |
| 21 luglio 1999   | iBook                              | iBook            | 13 settembre 2000 |
| 21 luglio 1999   | AirPort (802.11b, "Grafite")       | AirPort          | 13 novembre 2001  |
| 31 agosto 1999   | Server Macintosh G4                | Server Macintosh | 19 luglio 2000    |
| 1 settembre 1999 | Cinema Display (22")               | Visualizza       | 19 luglio 2000    |
| 5 ottobre 1999   | iMac (caricamento slot)            | iMac             | 7 gennaio 2002    |
| 13 ottobre 1999  | Power Mac G4 grafite               | Power Macintosh  | 18 luglio 2001    |

### 2000
| Rilasciato        | Modello                      | Famiglia        | Interrotto      |
| ----------------- | ---------------------------- | --------------- | --------------- |
| 16 febbraio 2000  | PowerBook ("Pismo")          | PowerBook G3    | 9 gennaio 2001  |
| 19 luglio 2000    | PowerMac G4 Cube             | Power Macintosh | 3 luglio 2001   |
| 19 luglio 2000    | Cinema Display (22") ( ADC ) | Display         | 28 gennaio 2003 |
| 19 luglio 2000    | Altoparlanti Apple Pro (USB) | Altoparlanti    | 9 gennaio 2001  |
| 13 settembre 2000 | iBook (FireWire)             | iBook           | 1 maggio 2001   |

### 2001
| Rilasciato       | Modello                           | Famiglia         | Interrotto        |
| ---------------- | --------------------------------- | ---------------- | ----------------- |
| 9 gennaio 2001   | PowerBook G4 Titanio              | PowerBook G4     | 16 settembre 2003 |
| 9 gennaio 2001   | Power Mac G4 Digital Audio        | Power Macintosh  | 18 luglio 2001    |
| 9 gennaio 2001   | Altoparlanti Apple Pro (minijack) | Altoparlanti     | 2004              |
| 1 maggio 2001    | iBook (bianco)                    | iBook            | 22 ottobre 2003   |
| 18 luglio 2001   | Power Mac G4 Quicksilver          | Power Macintosh  | 13 agosto 2002    |
| 8 settembre 2001 | Server G4 Quicksilver             | Server Macintosh | 14 maggio 2002    |
| 23 ottobre 2001  | iPod (1ª generazione)             | iPod Classic     | 17 luglio 2002    |

### 2002

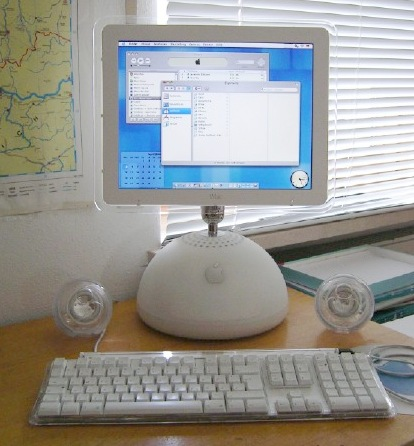
iMac G4, rilasciato il 7 gennaio 2002

| Rilasciato     | Modello                 | Famiglia         | Interrotto       |
| -------------- | ----------------------- | ---------------- | ---------------- |
| 7 gennaio 2002 | iMac G4 15"             | iMac             | 31 agosto 2004   |
| 7 gennaio 2002 | iBook (14")             | iBook            | 22 ottobre 2003  |
| 29 aprile 2002 | eMac                    | eMac             | 5 luglio 2006    |
| 14 maggio 2002 | Xservire                | Xserve           | 10 febbraio 2003 |
| 17 luglio 2002 | iMac G4 17"             | iMac             | 31 agosto 2004   |
| 17 luglio 2002 | iPod (2ª generazione)   | iPod Classic     | 28 aprile 2003   |
| 13 agosto 2002 | Power Macintosh G4 MDD  | Power Macintosh  | 9 giugno 2004    |
| 27 agosto 2002 | Server Macintosh G4 MDD | Server Macintosh | 28 gennaio 2003  |

### 2003

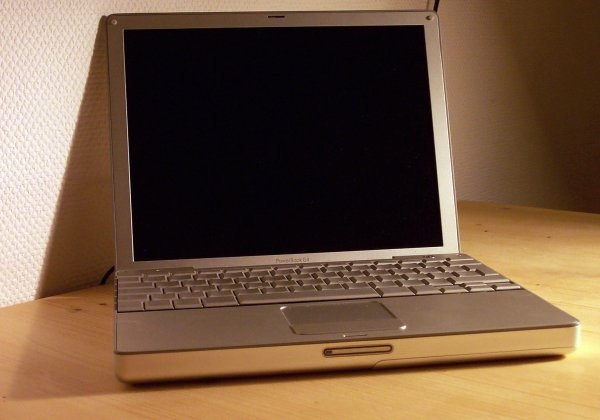
PowerBook G4 12", rilasciato il 7 gennaio 2003

| Rilasciato        | Modello                      | Famiglia        | Interrotto       |
| ----------------- | ---------------------------- | --------------- | ---------------- |
| 7 gennaio 2003    | PowerBook G4 alluminio (12") | PowerBook G4    | 16 maggio 2006   |
| 7 gennaio 2003    | PowerBook G4 alluminio (17") | PowerBook G4    | 24 aprile 2006   |
| 10 febbraio 2003  | Xserve slot loading          | Xserve          | 6 gennaio 2004   |
| 10 febbraio 2003  | Xserve Cluster Node          | Xserve          | 6 gennaio 2004   |
| 10 febbraio 2003  | Xserve RAID                  | Xservire        | 19 febbraio 2008 |
| 28 aprile 2003    | iPod (3ª generazione)        | iPod Classic    | 19 luglio 2004   |
| 23 giugno 2003    | PowerMac G5                  | Power Macintosh | 9 giugno 2004    |
| 16 settembre 2003 | PowerBook G4 alluminio (15") | PowerBook G4    | 14 febbraio 2006 |
| 22 ottobre 2003   | iBook G4 (12"/14")           | iBook           | 16 maggio 2006   |
| 18 novembre 2003  | iMac G4 20"                  | iMac            | 31 agosto 2004   |

### 2004

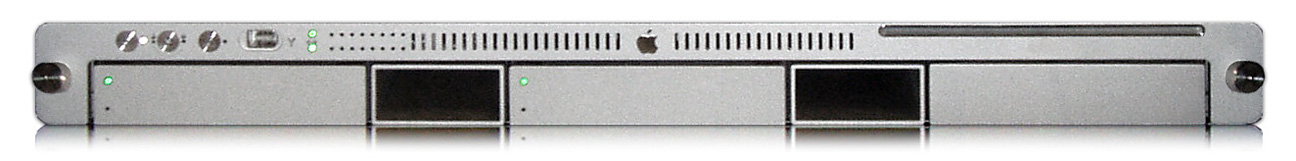
Xserve G5, rilasciato il 6 gennaio 2004

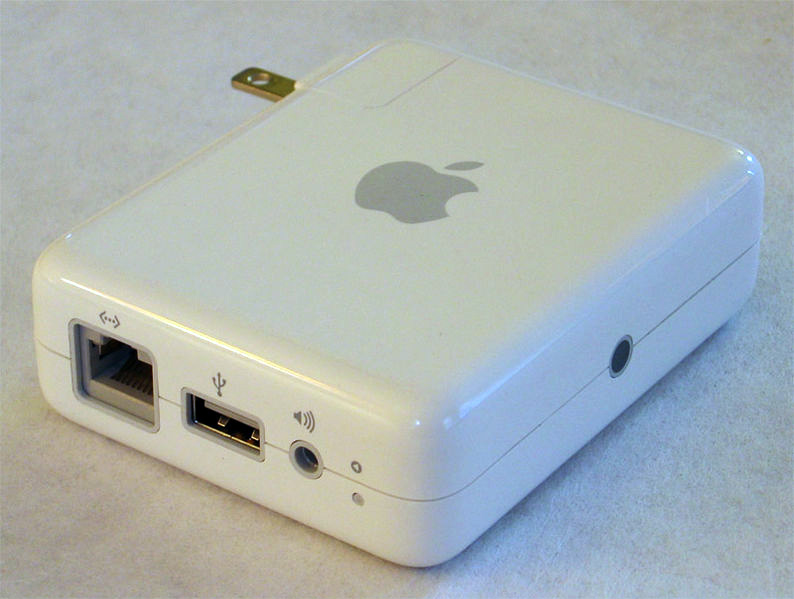
AirPort Express, rilasciato il 7 giugno 2004

| Rilasciato        | Modello                                   | Famiglia        | Interrotto       |
| ----------------- | ----------------------------------------- | --------------- | ---------------- |
| 6 gennaio 2004    | Xserve G5                                 | Xserve          | 7 agosto 2006    |
| 6 gennaio 2004    | Xserve Cluster Nodo G5                    | Xserve          | 7 agosto 2006    |
| 6 gennaio 2004    | iPod Mini (1ª generazione)                | iPod Mini       | 23 febbraio 2005 |
| 6 gennaio 2004    | Cuffie In-Ear per iPod                    | Auricolari      | 25 giugno 2009   |
| 8 gennaio 2004    | iPod+HP                                   | iPod classico   | 29 luglio 2005   |
| 7 giugno 2004     | AirPort Express (802.11g)                 | AirPort Express | 17 marzo 2008    |
| 9 giugno 2004     | Power Macintosh G5 FX                     | Power Macintosh | 19 ottobre 2005  |
| 28 giugno 2004    | Cinema Display (20")                      | Display         | Febbraio 2009    |
| 28 giugno 2004    | Cinema Display (20") Cinema Display (23") | Display         | novembre 2008    |
| 28 giugno 2004    | Cinema Display (20") Cinema Display (30") | Display         | 27 luglio 2010   |
| 19 luglio 2004    | iPod (4ª generazione)                     | iPod Classic    | 12 ottobre 2005  |
| 31 agosto 2004    | iMac G5 17"                               | iMac            | 10 gennaio 2006  |
| 31 agosto 2004    | iMac G5 20"                               | iMac            | 20 marzo 2006    |
| 26 settembre 2004 | iPod Foto                                 | iPod Classic    | 28 giugno 2005   |

### 2005
| Rilasciato       | Modello                       | Famiglia        | Interrotto        |
| ---------------- | ----------------------------- | --------------- | ----------------- |
| 11 gennaio 2005  | Mac Mini                      | Mac Mini        | 28 febbraio 2006  |
| 11 gennaio 2005  | iPod Shuffle (1ª generazione) | iPod Shuffle    | 12 settembre 2006 |
| 23 febbraio 2005 | iPod Mini (2ª generazione)    | iPod Mini       | 7 settembre 2005  |
| 7 settembre 2005 | iPod Nano (1ª generazione)    | iPod Nano       | 25 settembre 2006 |
| 2 agosto 2005    | Apple Mighty Mouse            | Mouse Apple     | 7 agosto 2007     |
| 12 ottobre 2005  | iPod (5ª generazione)         | iPod Classic    | 5 settembre 2007  |
| 19 ottobre 2005  | Power Macintosh G5 dual core  | Power Macintosh | 7 agosto 2006     |

### 2006
| Rilasciato        | Modello                       | Famiglia           | Interrotto       |
| ----------------- | ----------------------------- | ------------------ | ---------------- |
| 10 gennaio 2006   | iMac (inizio 2006)            | iMac               | 6 settembre 2006 |
| 10 gennaio 2006   | iPod Radio Remote             | Accessori per iPod | 25 giugno 2009   |
| 14 febbraio 2006  | MacBook Pro (15")             | Macbook Pro        | 26 febbraio 2008 |
| 28 febbraio 2006  | Mac Mini Solo Core            | Mac Mini           | 6 settembre 2006 |
| 28 febbraio 2006  | Mac Mini Core Duo             | Mac Mini           | 7 agosto 2007    |
| 28 febbraio 2006  | iPod Hi-Fi                    | Altoparlanti       | 5 settembre 2007 |
| 24 aprile 2006    | MacBook Pro (17")             | Macbook Pro        | 26 febbraio 2008 |
| 16 maggio 2006    | MacBook                       | MacBook            | 10 aprile 2015   |
| 13 luglio 2006    | Nike+iPod                     | Accessori per iPod | 2014             |
| 7 agosto 2006     | Mac Pro                       | Mac Pro            | 8 gennaio 2008   |
| 7 agosto 2006     | Xserve (Intel)                | Xserve             | 8 gennaio 2008   |
| 6 settembre 2006  | iMac (metà 2006)              | iMac               | 7 agosto 2007    |
| 12 settembre 2006 | iPod Shuffle (2ª generazione) | iPod Shuffle       | 11 marzo 2009    |
| 25 settembre 2006 | iPod Nano (2ª generazione)    | iPod Nano          | 5 settembre 2007 |

### 2007
| Rilasciato       | Modello                                 | Famiglia       | Interrotto       |
| ---------------- | --------------------------------------- | -------------- | ---------------- |
| 21 marzo 2007    | Apple TV (1ª generazione)               | Apple TV       | 1 settembre 2010 |
| 29 giugno 2007   | iPhone (1ª generazione) (4 GB)          | iPhone         | 5 settembre 2007 |
| 29 giugno 2007   | iPhone (1ª generazione) (8 GB)          | iPhone         | 11 luglio 2008   |
| 29 giugno 2007   | Auricolare Bluetooth per iPhone         | Auricolari     | 23 marzo 2009    |
| 7 agosto 2007    | iMac (metà 2007)                        | iMac           | 28 aprile 2008   |
| 7 agosto 2007    | Apple Mighty Mouse (rivisto)            | Mouse Apple    | 5 giugno 2017    |
| 7 agosto 2007    | Tastiera Apple con tastierino numerico  | Tastiera Apple | 5 giugno 2017    |
| 7 agosto 2007    | Tastiera wireless Apple (alluminio)     | Tastiera Apple | 13 ottobre 2015  |
| 7 agosto 2007    | Mac Mini (metà 2007)                    | Mac Mini       | 3 marzo 2009     |
| 5 settembre 2007 | iPod Nano (3ª generazione)              | iPod Nano      | 6 settembre 2008 |
| 5 settembre 2007 | iPod Classic (6ª generazione)           | iPod Classic   | 9 settembre 2008 |
| 5 settembre 2007 | iPod Touch (1ª generazione) (8 e 16 GB) | iPod Touch     | 9 settembre 2008 |

### 2008

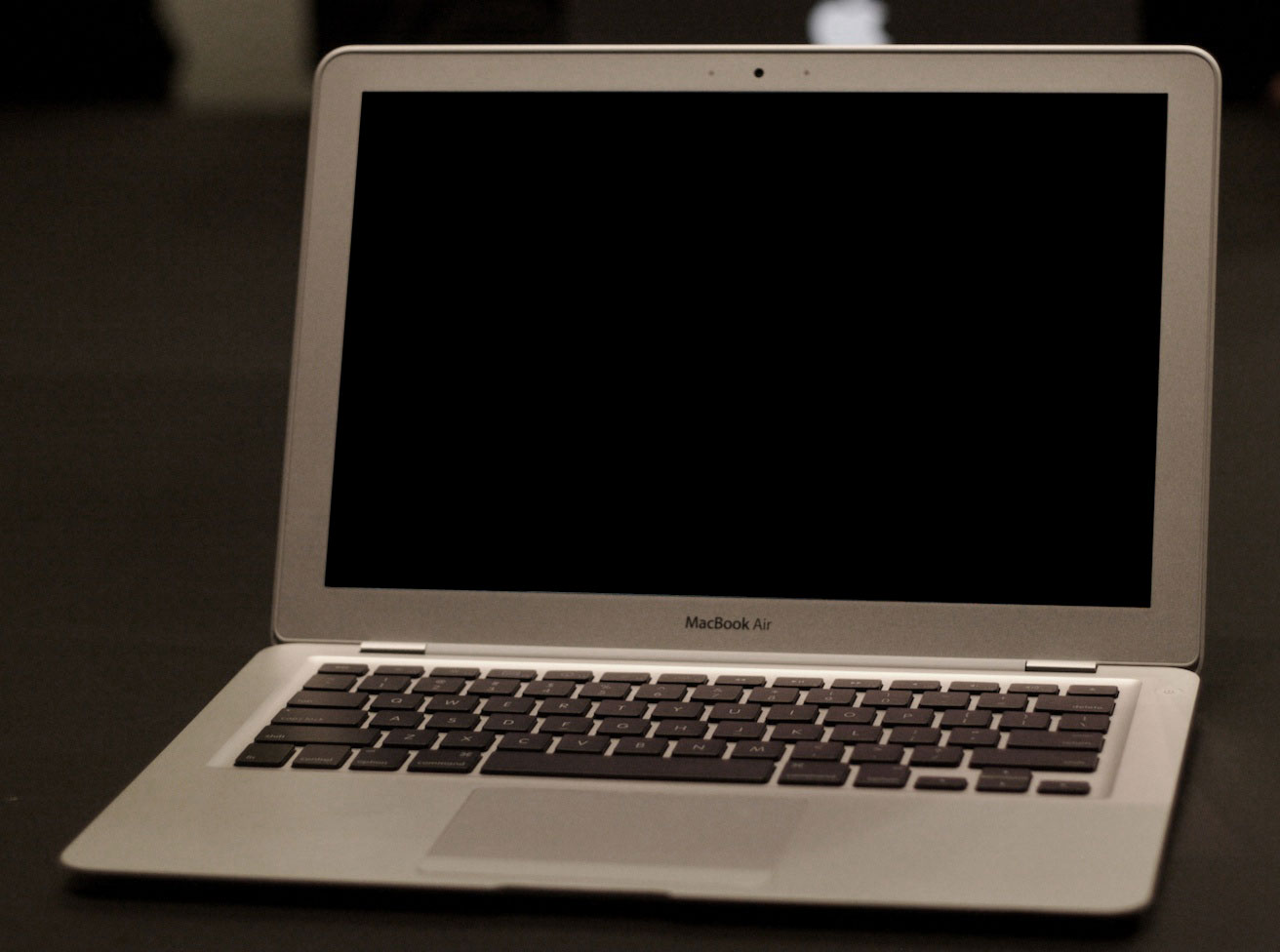
MacBook Air

| Rilasciato       | Modello                                  | Famiglia        | Interrotto       |
| ---------------- | ---------------------------------------- | --------------- | ---------------- |
| 8 gennaio 2008   | Xserve (inizio 2008)                     | Xserve          | 7 aprile 2009    |
| 8 gennaio 2008   | Mac Pro (inizio 2008)                    | Mac Pro         | 3 marzo 2009     |
| 15 gennaio 2008  | MacBook Air (inizio 2008)                | MacBook Air     | 14 ottobre 2008  |
| 15 gennaio 2008  | USB SuperDrive                           | Drive           | attuale          |
| 5 febbraio 2008  | iPhone (1ª generazione) (16 GB)          | i phone         | 11 luglio 2008   |
| 26 febbraio 2008 | MacBook (inizio 2008)                    | MacBook         | 14 ottobre 2008  |
| 26 febbraio 2008 | MacBook Pro (inizio 2008) (15")          | Macbook Pro     | 14 ottobre 2008  |
| 26 febbraio 2008 | MacBook Pro (inizio 2008) (17")          | Macbook Pro     | 6 gennaio 2009   |
| 27 febbraio 2008 | iPod Touch (1ª generazione) (32 GB)      | iPod touch      | 9 settembre 2008 |
| 29 febbraio 2008 | Time Capsule (1ª generazione)            | AirPort, drive  | 3 marzo 2009     |
| 17 marzo 2008    | AirPort Express 802.11n (1ª generazione) | AirPort Express | 11 giugno 2012   |
| 28 aprile 2008   | iMac (inizio 2008)                       | iMac            | 3 marzo 2009     |
| 11 luglio 2008   | iPhone 3G (8 GB)                         | iPhone          | 7 giugno 2010    |
| 11 luglio 2008   | iPhone 3G (16 GB)                        | iPhone          | 8 giugno 2009    |
| 9 settembre 2008 | iPod Nano (4ª generazione)               | iPod nano       | 9 settembre 2009 |
| 9 settembre 2008 | iPod Classic (6ª generazione) (120 GB)   | iPod Classic    | 9 settembre 2009 |
| 9 settembre 2008 | iPod Touch (2ª generazione) (8 GB)       | iPod Touch      | 1 settembre 2010 |
| 9 settembre 2008 | iPod Touch (2ª generazione) (16 e 32 GB) | iPod Touch      | 9 settembre 2009 |
| 9 settembre 2008 | Auricolari In-Ear                        | Auricolari      | 2018             |
| 14 ottobre 2008  | MacBook Air (fine 2008)                  | MacBook Air     | 8 giugno 2009    |
| 14 ottobre 2008  | MacBook (fine 2008) (bianco)             | MacBook         | 29 gennaio 2009  |
| 14 ottobre 2008  | MacBook (fine 2008) (alluminio)          | MacBook         | 8 giugno 2009    |
| 14 ottobre 2008  | MacBook Pro (fine 2008) (15")            | Macbook Pro     | 8 giugno 2009    |
| 14 ottobre 2008  | Cinema Display LED (24")                 | Display         | 27 luglio 2010   |

### 2009

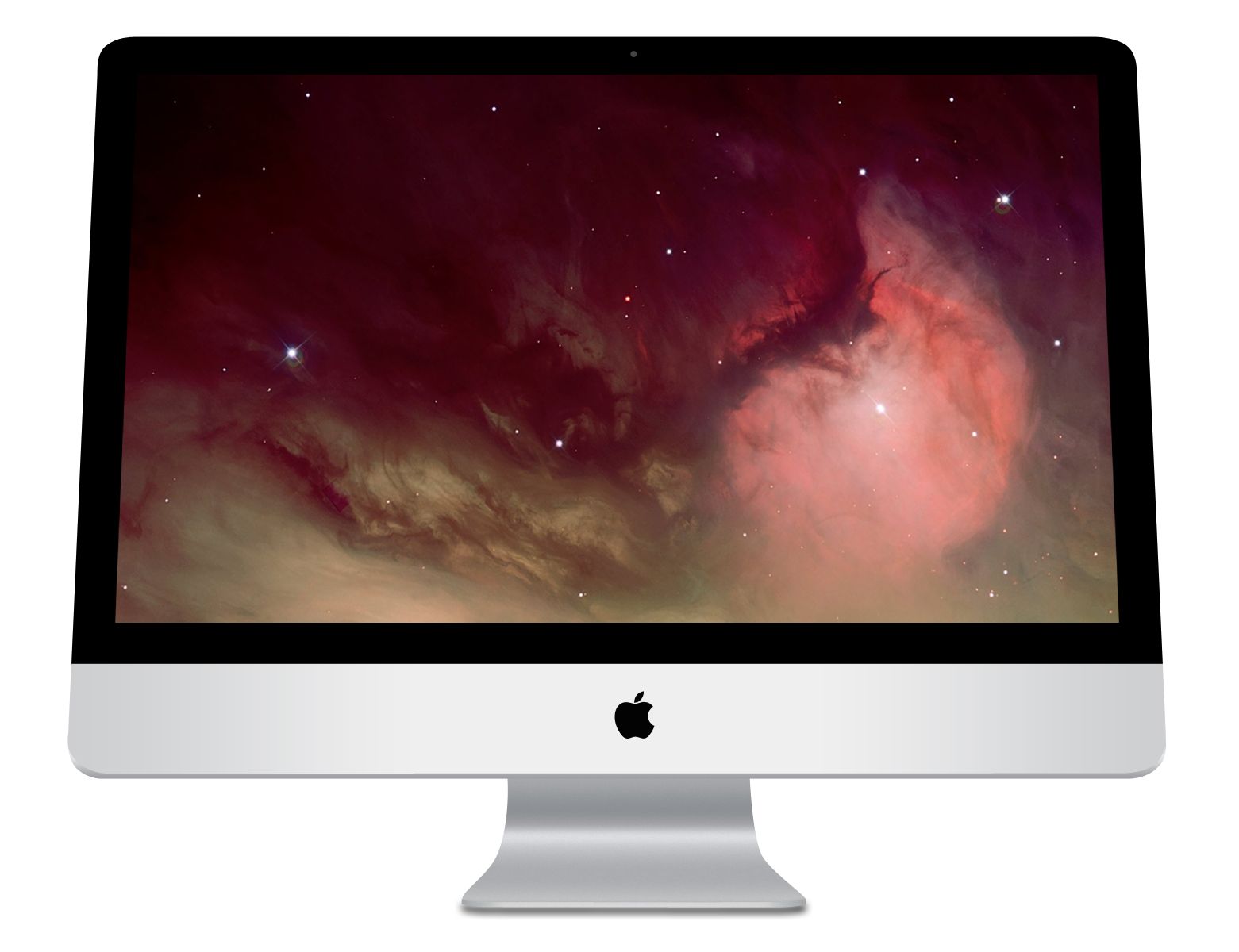
iMac

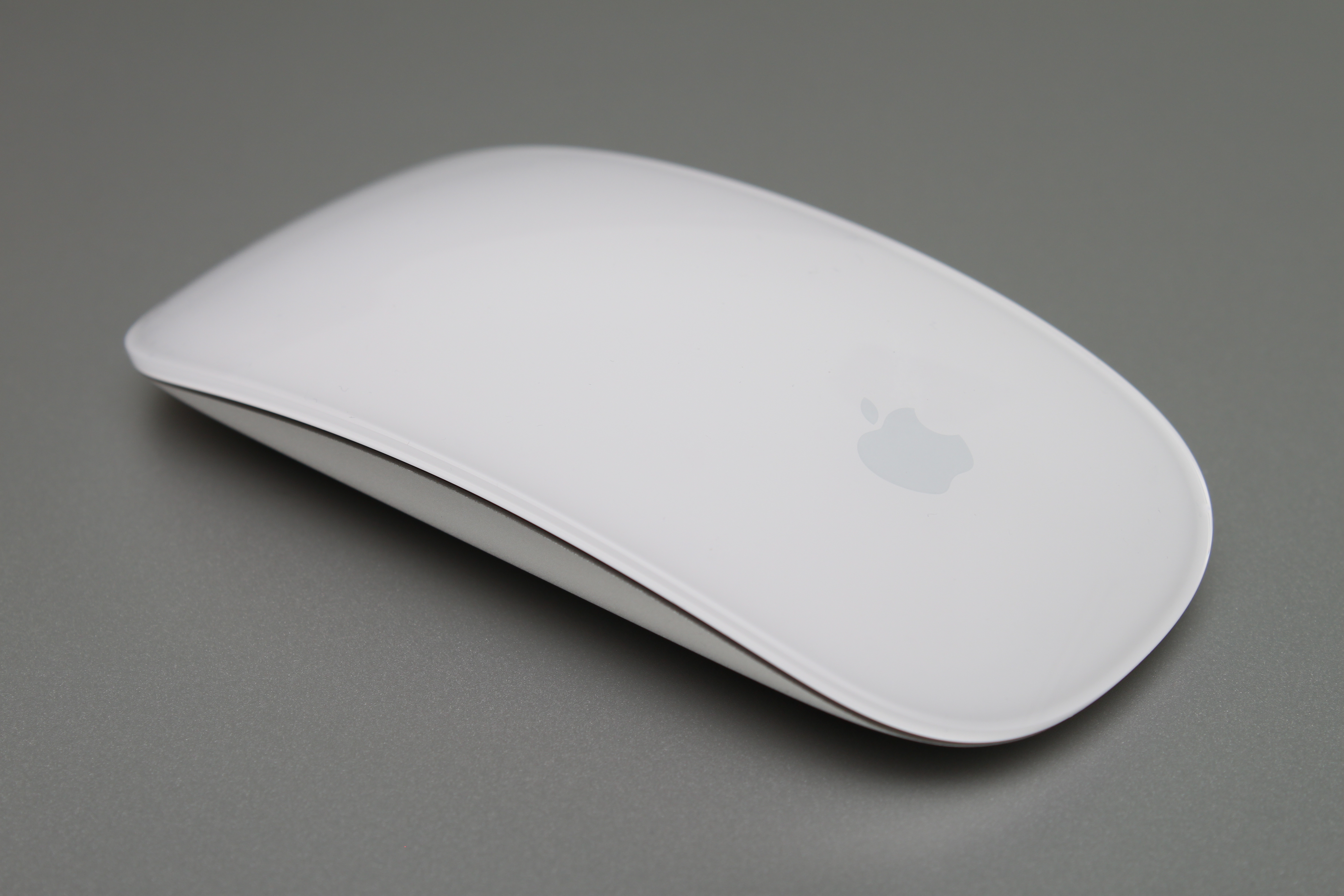
Magic Mouse

iPod Classic di sesta generazione, rilasciato il 9 settembre 2009

| Rilasciato       | Modello                                          | Famiglia       | Interrotto       |
| ---------------- | ------------------------------------------------ | -------------- | ---------------- |
| 6 gennaio 2009   | MacBook Pro (inizio 2009) (17")                  | Macbook Pro    | 8 giugno 2009    |
| 29 gennaio 2009  | MacBook (inizio 2009) (bianco)                   | MacBook        | 27 maggio 2009   |
| 3 marzo 2009     | Mac Mini (inizio 2009)                           | Mac Mini       | 20 ottobre 2009  |
| 3 marzo 2009     | iMac (inizio 2009)                               | iMac           | 20 ottobre 2009  |
| 3 marzo 2009     | Mac Pro (inizio 2009)                            | Mac Pro        | 9 agosto 2010    |
| 3 marzo 2009     | Time Capsule (2ª generazione) (500 GB)           | AirPort, drive | 30 luglio 2009   |
| 3 marzo 2009     | Time CapsuleTime Capsule (2ª generazione) (1 TB) | AirPort, drive | 31 marzo 2010    |
| 3 marzo 2009     | AirPort Extreme 802.11n (3ª generazione)         | AirPort        | 20 ottobre 2009  |
| 3 marzo 2009     | Tastiera Apple (corta)                           | Tastiera Apple | 20 ottobre 2009  |
| 11 marzo 2009    | iPod Shuffle (3ª generazione) (4 GB)             | iPod Shuffle   | 1 settembre 2010 |
| 7 aprile 2009    | Xserve (2009)                                    | Xserve         | 31 gennaio 2011  |
| 27 maggio 2009   | MacBook (metà 2009)                              | MacBook        | 20 ottobre 2009  |
| 8 giugno 2009    | MacBook Pro (metà 2009)                          | Macbook Pro    | 13 aprile 2010   |
| 8 giugno 2009    | MacBook Air (metà 2009)                          | MacBook Air    | 20 ottobre 2010  |
| 19 giugno 2009   | iPhone 3GS (16 e 32 GB)                          | iPhone         | 24 giugno 2010   |
| 30 luglio 2009   | Time Capsule (2ª generazione) (2 TB)             | AirPort, drive | 31 marzo 2010    |
| 9 settembre 2009 | iPod Nano (5ª generazione)                       | iPod Nano      | 1 settembre 2010 |
| 9 settembre 2009 | iPod Classic (6ª generazione) (160 GB)           | iPod Classic   | 9 settembre 2014 |
| 9 settembre 2009 | iPod Touch (3ª generazione)                      | iPod Touch     | 1 settembre 2010 |
| 9 settembre 2009 | iPod Shuffle (3ª generazione) (2 GB)             | iPod Shuffle   | 1 settembre 2010 |
| 20 ottobre 2009  | iMac (fine 2009)                                 | iMac           | 27 luglio 2010   |
| 20 ottobre 2009  | MacBook (fine 2009)                              | MacBook        | 18 maggio 2010   |
| 20 ottobre 2009  | Mac Mini (fine 2009)                             | Mac Mini       | 15 giugno 2010   |
| 20 ottobre 2009  | Magic Mouse                                      | Mouse Apple    | 13 ottobre 2015  |
| 20 ottobre 2009  | AirPort Extreme 802.11n (4ª generazione)         | Airport        | 21 giugno 2011   |

### 2010

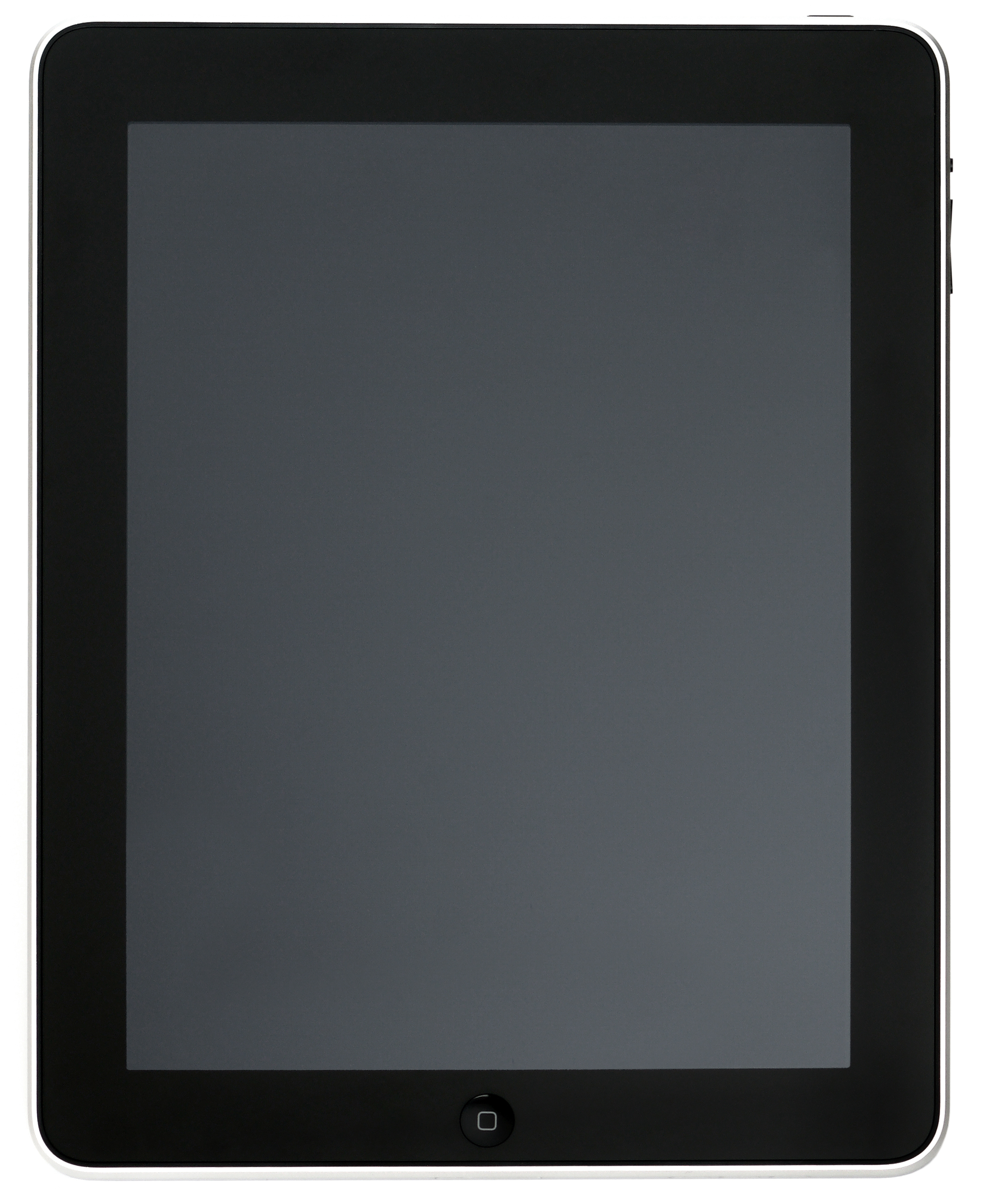
iPad

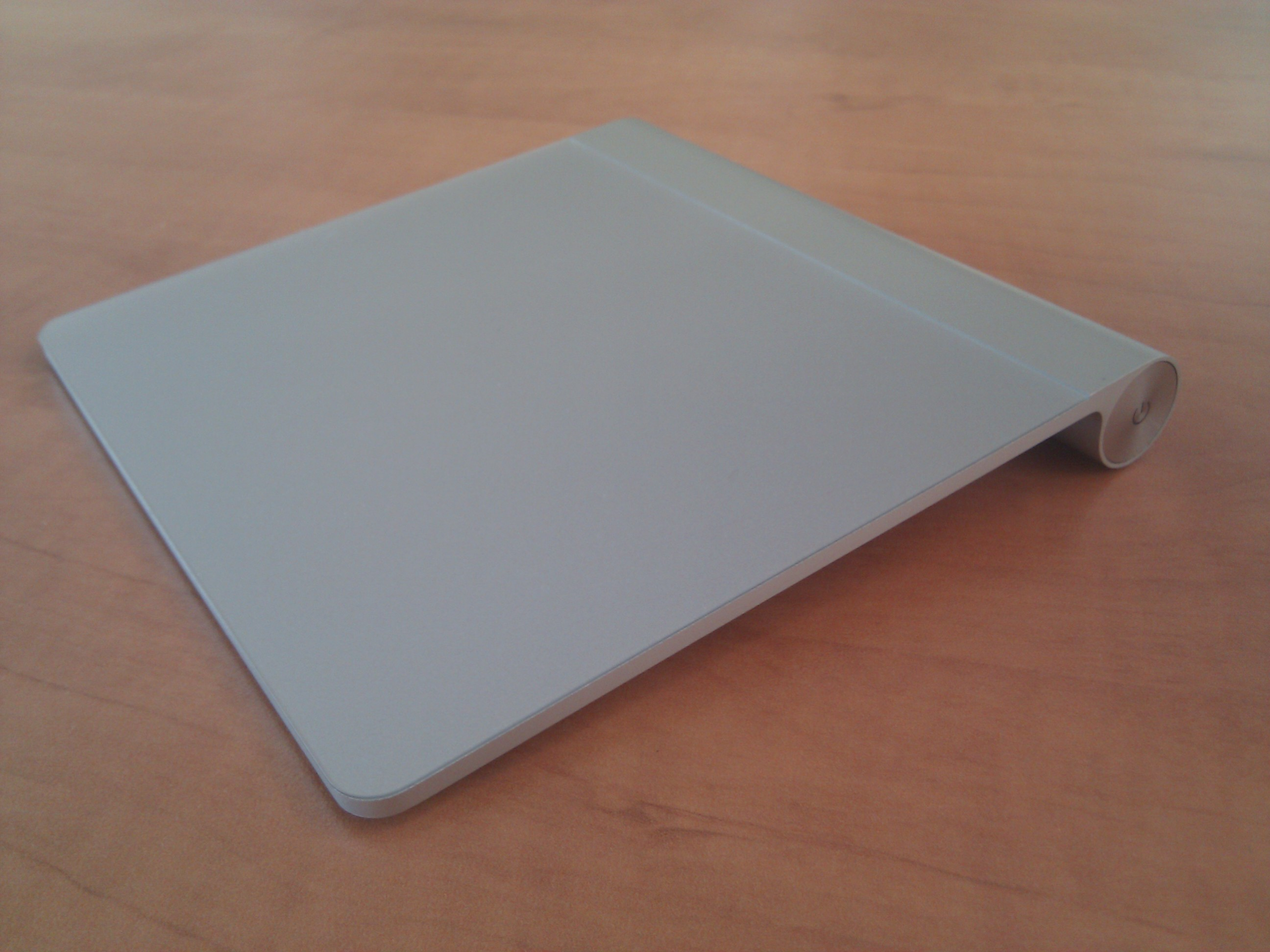
Magic Trackpad

| Rilasciato       | Modello                                 | Famiglia                       | Interrotto        |
| ---------------- | --------------------------------------- | ------------------------------ | ----------------- |
| 31 marzo 2010    | Time Capsule (3ª generazione)           | AirPort, drive                 | 21 giugno 2011    |
| 3 aprile 2010    | iPad (Wi-Fi)                            | iPad                           | 3 marzo 2011      |
| 13 aprile 2010   | MacBook Pro (metà 2010)                 | Macbook Pro                    | 24 febbraio 2011  |
| 30 aprile 2010   | iPad (Wi-Fi + 3G)                       | iPad                           | 2 marzo 2011      |
| 18 maggio 2010   | MacBook (metà 2010)                     | MacBook                        | 20 luglio 2011    |
| 15 giugno 2010   | Mac Mini (metà 2010)                    | Mac Mini                       | 20 luglio 2011    |
| 24 giugno 2010   | iPhone 3GS (8 GB)                       | iPhone                         | 12 settembre 2012 |
| 24 giugno 2010   | iPhone 4 (GSM) (16 e 32 GB)             | iPhone                         | 4 ottobre 2011    |
| 27 luglio 2010   | iMac (metà 2010)                        | iMac                           | 3 maggio 2011     |
| 27 luglio 2010   | Magic Trackpad                          | Trackpad                       | 13 ottobre 2015   |
| 27 luglio 2010   | Caricabatterie Apple                    | Dispositivi di input accessori | 15 gennaio 2016   |
| 27 luglio 2010   | Cinema Display LED (27")                | Display                        | 2 dicembre 2013   |
| 9 agosto 2010    | Mac Pro (metà 2010)                     | Mac Pro                        | 11 giugno 2012    |
| 1 settembre 2010 | iPod Touch (4ª generazione) (8 e 64 GB) | iPod Touch                     | 12 settembre 2012 |
| 1 settembre 2010 | iPod Touch (4ª generazione) (32 GB)     | iPod Touch                     | 30 maggio 2013    |
| 1 settembre 2010 | iPod Nano (6ª generazione)              | iPod Nano                      | 12 settembre 2012 |
| 1 settembre 2010 | iPod Shuffle (4ª generazione)           | iPod Shuffle                   | 27 luglio 2017    |
| 1 settembre 2010 | Apple TV (2ª generazione)               | Apple TV                       | 7 marzo 2012      |
| 20 ottobre 2010  | MacBook Air (fine 2010)                 | MacBook Air                    | 20 luglio 2011    |

### 2011

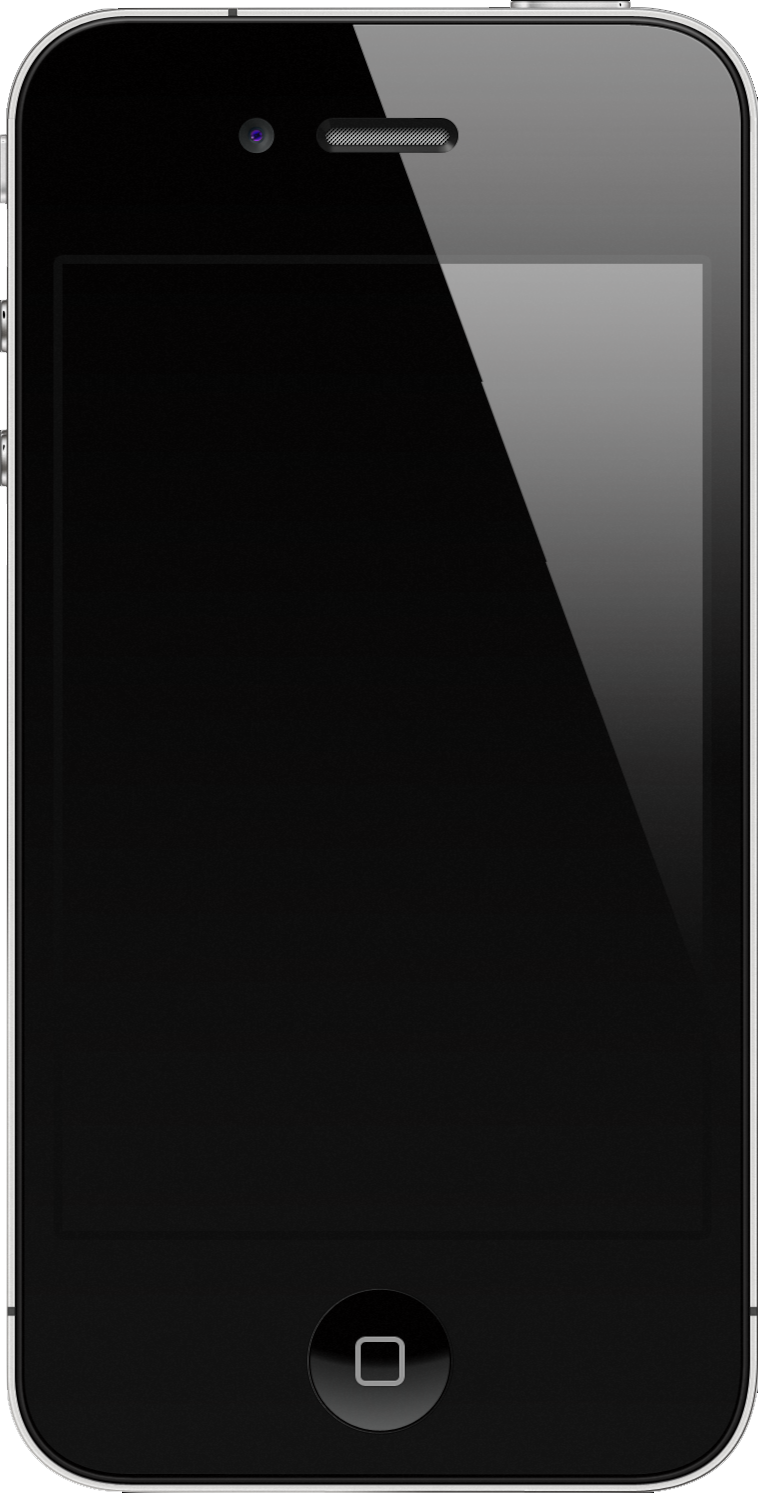
iPhone 4, rilasciato il 14 ottobre 2011

| Rilasciato       | Modello                                  | Famiglia       | Interrotto        |
| ---------------- | ---------------------------------------- | -------------- | ----------------- |
| 10 febbraio 2011 | iPhone 4 (CDMA) (16 e 32 GB)             | iPhone         | 4 ottobre 2011    |
| 24 febbraio 2011 | MacBook Pro (inizio 2011)                | Macbook Pro    | 24 ottobre 2011   |
| 11 marzo 2011    | iPad 2 (16 GB)                           | iPad           | 18 marzo 2014     |
| 11 marzo 2011    | iPad 2 (32 e 64 GB)                      | iPad           | 7 marzo 2012      |
| 3 maggio 2011    | iMac (metà 2011)                         | iMac           | 30 novembre 2012  |
| 21 giugno 2011   | AirPort Extreme 802.11n (5ª generazione) | Airport        | 10 giugno 2013    |
| 21 giugno 2011   | Capsula del tempo (4ª generazione)       | AirPort, drive | 10 giugno 2013    |
| 20 luglio 2011   | MacBook Air (metà 2011)                  | MacBook Air    | 11 giugno 2012    |
| 20 luglio 2011   | Mac Mini (metà 2011)                     | Mac Mini       | 23 ottobre 2012   |
| 20 luglio 2011   | Thunderbolt Display                      | Visualizza     | 23 giugno 2016    |
| 14 ottobre 2011  | iPhone 4 (8 GB)                          | iPhone         | 10 settembre 2013 |
| 14 ottobre 2011  | iPhone 4S (16 GB)                        | iPhone         | 10 settembre 2013 |
| 14 ottobre 2011  | iPhone 4S (32 e 64 GB)                   | iPhone         | 12 settembre 2012 |
| 24 ottobre 2011  | MacBook Pro (fine 2011)                  | Macbook Pro    | 11 giugno 2012    |

### 2012

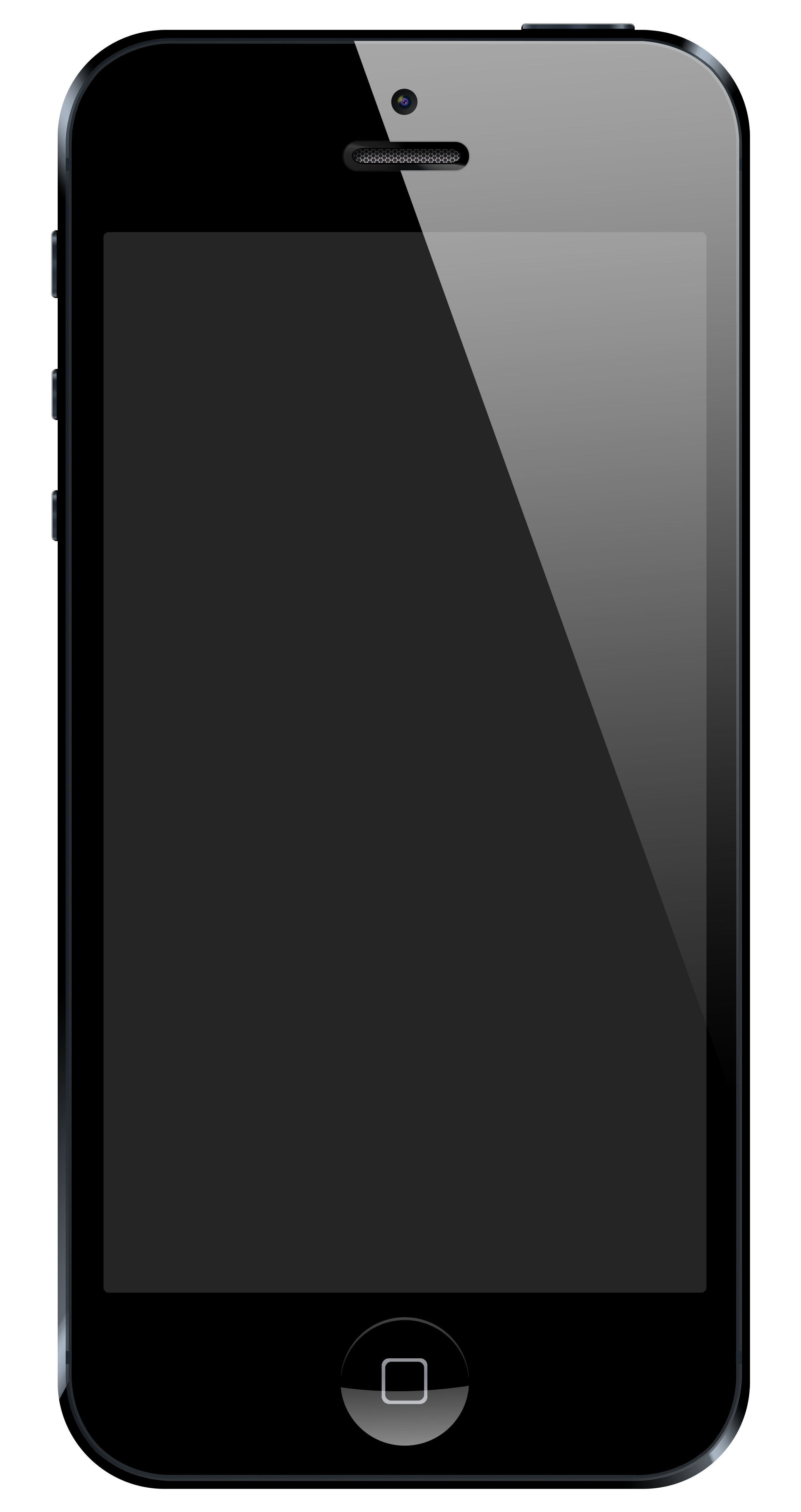
iPhone 5, rilasciato il 21 settembre 2012

| Rilasciato        | Modello                                                           | Famiglia        | Interrotto        |
| ----------------- | ----------------------------------------------------------------- | --------------- | ----------------- |
| 16 marzo 2012     | iPad (3ª generazione)                                             | iPad            | 23 ottobre 2012   |
| 16 marzo 2012     | Apple TV (3ª generazione)                                         | Apple TV        | 28 gennaio 2013   |
| 11 giugno 2012    | Mac Pro (metà 2012)                                               | Mac Pro         | 19 dicembre 2013  |
| 11 giugno 2012    | MacBook Air (metà 2012)                                           | MacBook Air     | 10 giugno 2013    |
| 11 giugno 2012    | MacBook Pro (metà 2012)                                           | Macbook Pro     | 27 ottobre 2016   |
| 11 giugno 2012    | MacBook Pro con display Retina (3ª generazione) (15") (metà 2012) | Macbook Pro     | 13 febbraio 2013  |
| 11 giugno 2012    | AirPort Express 802.11n (2ª generazione)                          | AirPort Express | 26 aprile 2018    |
| 12 settembre 2012 | EarPods con connettore da 3,5 mm                                  | Auricolari      | attuale           |
| 12 settembre 2012 | iPod Touch (4ª generazione) (16 GB)                               | iPod Touch      | 30 maggio 2013    |
| 21 settembre 2012 | iPhone 5                                                          | iPhone          | 10 settembre 2013 |
| 11 ottobre 2012   | iPod Touch (5ª generazione) (32 e 64 GB)                          | iPod Touch      | 15 luglio 2015    |
| 11 ottobre 2012   | iPod Nano (7ª generazione)                                        | iPod Nano       | 27 luglio 2017    |
| 23 ottobre 2012   | Mac Mini (fine 2012)                                              | Mac Mini        | 16 ottobre 2014   |
| 23 ottobre 2012   | MacBook Pro con display Retina (3ª generazione) (13") (fine 2012) | Macbook Pro     | 13 febbraio 2013  |
| 2 novembre 2012   | iPad mini (1ª generazione) (Wi-Fi) (16 GB)                        | iPad            | 19 giugno 2015    |
| 2 novembre 2012   | iPad mini (1ª generazione) (Wi-Fi) (32 e 64 GB)                   | iPad            | 22 ottobre 2013   |
| 2 novembre 2012   | iPad (4ª generazione) (Wi-Fi) (16 GB)                             | iPad            | 16 ottobre 2014   |
| 2 novembre 2012   | iPad (4ª generazione) (Wi-Fi) (32 e 64 GB)                        | iPad            | 22 ottobre 2013   |
| 16 novembre 2012  | iPad Mini (Wi-Fi + Cellulare) (16 GB)                             | iPad            | 19 giugno 2015    |
| 16 novembre 2012  | iPad Mini (Wi-Fi + cellulare) (32 e 64 GB)                        | iPad            | 22 ottobre 2013   |
| 16 novembre 2012  | iPad (4ª generazione) (Wi-Fi + cellulare) (16 GB)                 | iPad            | 16 ottobre 2014   |
| 16 novembre 2012  | iPad (4ª generazione) (Wi-Fi + cellulare) (32 e 64 GB)            | iPad            | 22 ottobre 2013   |
| 30 novembre 2012  | iMac (21,5") (fine 2012)                                          | iMac            | 24 settembre 2013 |
| dicembre 2012     | iMac (27") (fine 2012)                                            | iMac            | 24 settembre 2013 |

### 2013

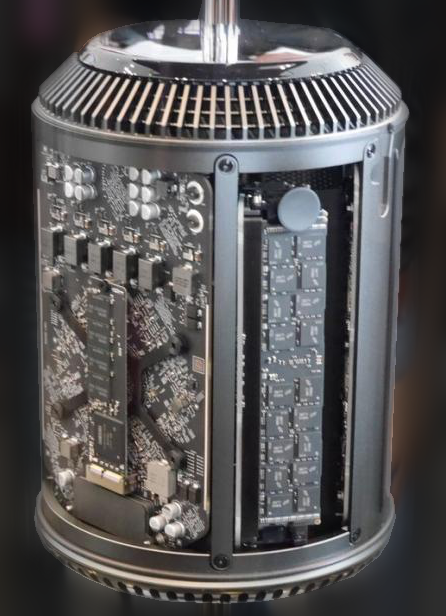
Mac Pro 2ª generazione, rilasciato il 19 dicembre 2013

| Rilasciato        | Modello                                      | Famiglia       | Interrotto       |
| ----------------- | -------------------------------------------- | -------------- | ---------------- |
| 28 gennaio 2013   | Apple TV (3ª generazione Rev A)              | Apple TV       | 8 settembre 2016 |
| 13 febbraio 2013  | MacBook Pro (Retina, inizio 2013)            | Macbook Pro    | 22 ottobre 2013  |
| 30 maggio 2013    | iPod Touch (5ª generazione) (16 GB)          | iPod Touch     | 26 giugno 2014   |
| 10 giugno 2013    | AirPort Extreme 802.11ac                     | AirPort        | 26 aprile 2018   |
| 10 giugno 2013    | AirPort Time Capsule 802.11ac                | AirPort, drive | 26 aprile 2018   |
| 10 giugno 2013    | MacBook Air (metà 2013)                      | MacBook Air    | 29 aprile 2014   |
| 20 settembre 2013 | iPhone 4S (8 GB)                             | iPhone         | 9 settembre 2014 |
| 20 settembre 2013 | iPhone 5C (16 e 32 GB)                       | iPhone         | 9 settembre 2014 |
| 20 settembre 2013 | iPhone 5S (16 e 32 GB)                       | iPhone         | 21 marzo 2016    |
| 20 settembre 2013 | iPhone 5S (64 GB)                            | iPhone         | 9 settembre 2014 |
| 24 settembre 2013 | iMac (21,5 pollici, fine 2013)               | iMac           | 18 giugno 2014   |
| 24 settembre 2013 | iMac (27 pollici, fine 2013)                 | iMac           | 13 ottobre 2015  |
| 22 ottobre 2013   | MacBook Pro (Retina, fine 2013)              | Macbook Pro    | 29 luglio 2014   |
| 1 Novembre 2013   | iPad Air (16 e 32 GB)                        | iPad           | 21 marzo 2016    |
| 1 Novembre 2013   | iPad Air (64 e 128 GB)                       | iPad           | 16 ottobre 2014  |
| 12 novembre 2013  | iPad Mini 2 con display Retina (16 GB)       | iPad           | 7 settembre 2016 |
| 12 novembre 2013  | iPad Mini 2 con display Retina (32 GB)       | iPad           | 21 marzo 2017    |
| 12 novembre 2013  | iPad Mini 2 con display Retina (64 e 128 GB) | iPad           | 16 ottobre 2014  |
| 19 dicembre 2013  | Mac Pro (fine 2013)                          | Mac Pro        | 10 dicembre 2019 |

### 2014

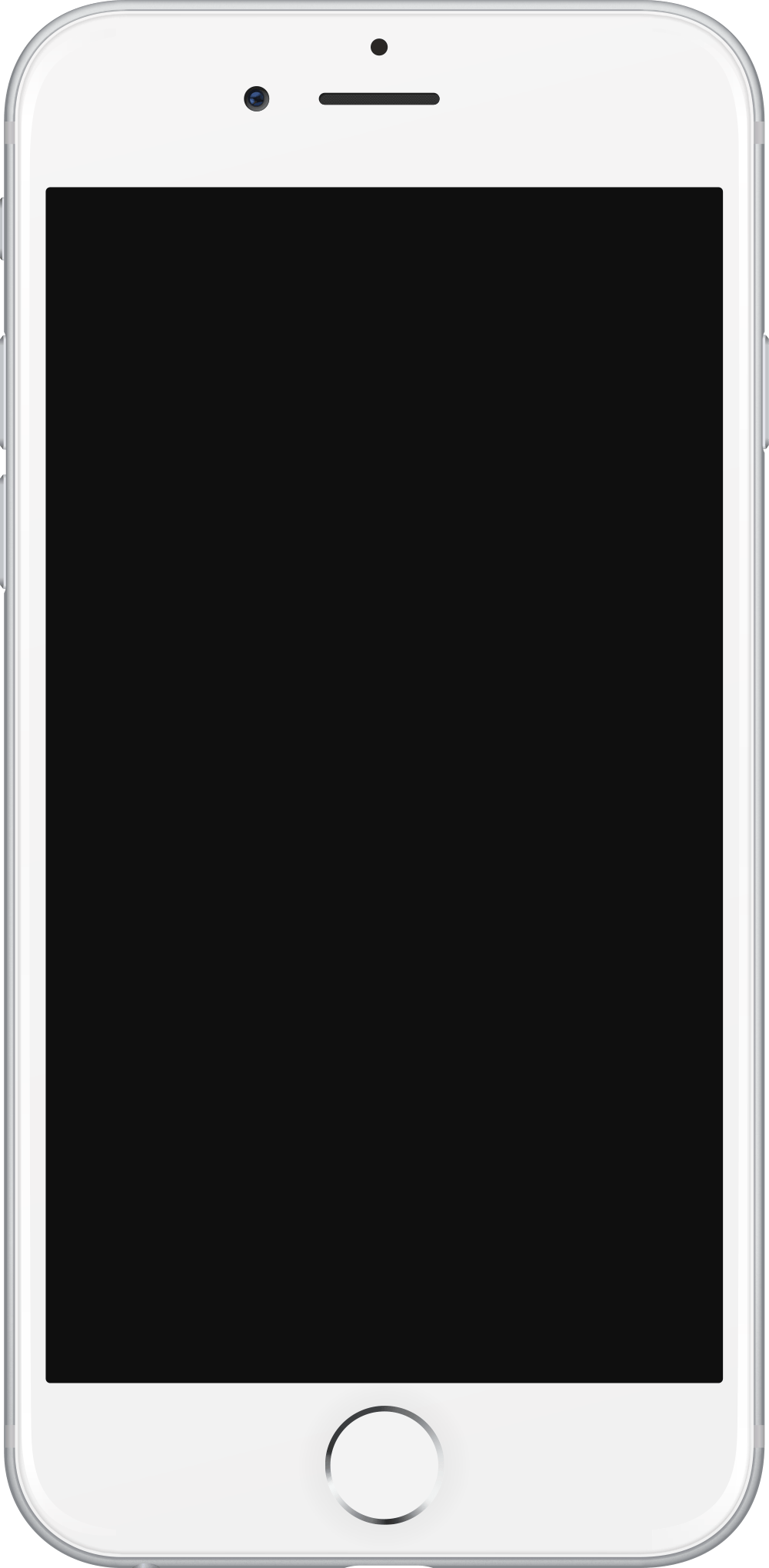
iPhone 6

| Rilasciato        | Modello                                       | Famiglia    | Interrotto       |
| ----------------- | --------------------------------------------- | ----------- | ---------------- |
| 18 marzo 2014     | iPhone 5C (8 GB)                              | iPhone      | 9 settembre 2015 |
| 29 aprile 2014    | MacBook Air (inizio 2014)                     | MacBook Air | 9 marzo 2015     |
| 18 giugno 2014    | iMac (21,5 pollici, metà 2014)                | iMac        | 5 giugno 2017    |
| 26 giugno 2014    | iPod Touch 16 GB (5ª generazione) (metà 2013) | iPod Touch  | 15 luglio 2015   |
| 29 luglio 2014    | MacBook Pro (Retina, metà 2014)               | Macbook Pro | 9 marzo 2015     |
| 19 settembre 2014 | iPhone 6 (16 e 64 GB)                         | iPhone      | 7 settembre 2016 |
| 19 settembre 2014 | iPhone 6 Plus (16 e 64 GB)                    | iPhone      | 7 settembre 2016 |
| 19 settembre 2014 | iPhone 6 (128 GB)                             | iPhone      | 9 settembre 2015 |
| 19 settembre 2014 | iPhone 6 Plus (128 GB)                        | iPhone      | 9 settembre 2015 |
| 16 ottobre 2014   | iMac (Retina 5K, 27 pollici, fine 2014)       | iMac        | 13 ottobre 2015  |
| 16 ottobre 2014   | Mac Mini (fine 2014)                          | Mac Mini    | 30 ottobre 2018  |
| 22 ottobre 2014   | iPad Air 2 (16 e 64 GB)                       | iPad        | 7 settembre 2016 |
| 22 ottobre 2014   | iPad Air 2 (128 GB)                           | iPad        | 21 marzo 2017    |
| 22 ottobre 2014   | iPad Mini 3 (16, 64 e 128 GB)                 | iPad        | 9 settembre 2015 |

### 2015

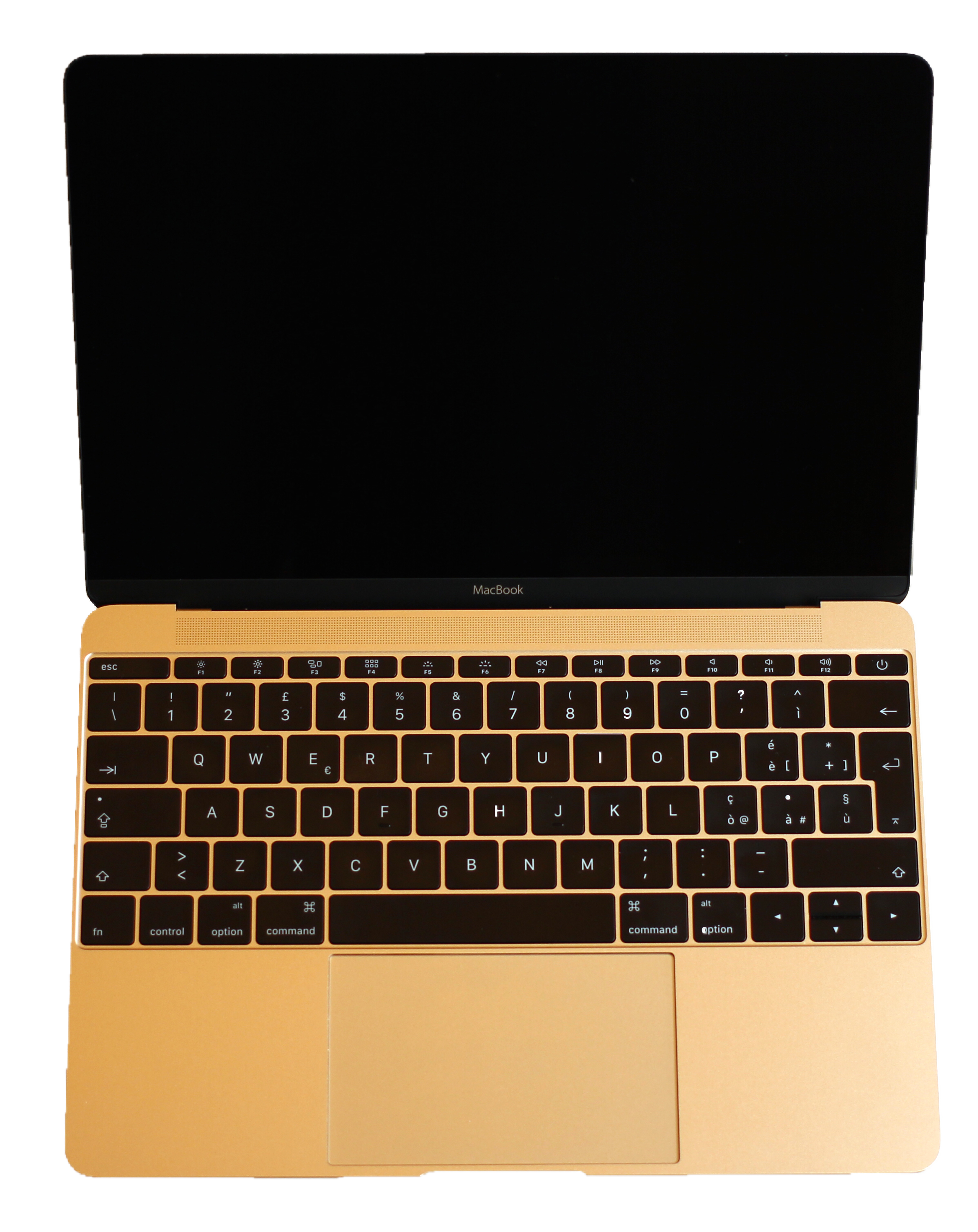
MacBook

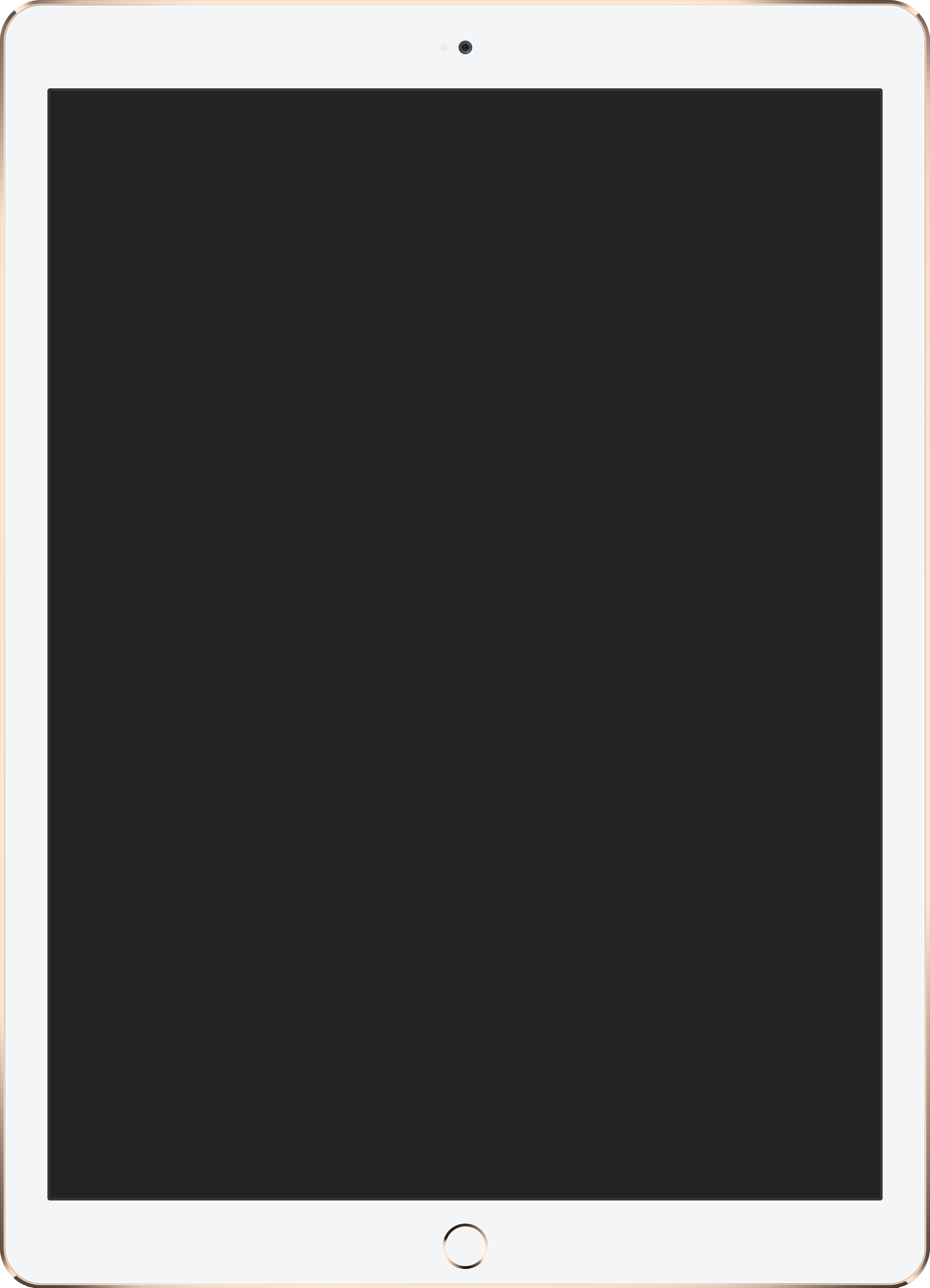
iPad Pro da 12,9" in oro

| Rilasciato        | Modello                                                         | Famiglia       | Interrotto        |
| ----------------- | --------------------------------------------------------------- | -------------- | ----------------- |
| 9 marzo 2015      | MacBook Air (13 pollici, inizio 2015)                           | MacBook Air    | 5 giugno 2017     |
| 9 marzo 2015      | MacBook Air (11 pollici, inizio 2015)                           | MacBook Air    | 27 ottobre 2016   |
| 9 marzo 2015      | MacBook Pro (Retina, 13 pollici, inizio 2015)                   | Macbook Pro    | 5 giugno 2017     |
| 10 aprile 2015    | MacBook (Retina, 12 pollici, inizio 2015)                       | MacBook        | 19 aprile 2016    |
| 24 aprile 2015    | Apple Watch (1ª generazione)                                    | Apple Watch    | 7 settembre 2016  |
| 24 aprile 2015    | Apple Watch Sport (1ª generazione)                              | Apple Watch    | 7 settembre 2016  |
| 24 aprile 2015    | Apple Watch Edition (1ª generazione)                            | Apple Watch    | 7 settembre 2016  |
| 19 maggio 2015    | MacBook Pro (Retina, 15 pollici, metà 2015)                     | Macbook Pro    | 12 luglio 2018    |
| 19 maggio 2015    | iMac (Retina 5K, 27 pollici, metà 2015)                         | iMac           | 13 ottobre 2015   |
| 15 luglio 2015    | iPod Touch (6ª generazione) (32 GB e 128 GB)                    | iPod Touch     | 28 maggio 2019    |
| 15 luglio 2015    | iPod Touch (6ª generazione) (16 GB e 64 GB)                     | iPod Touch     | 27 luglio 2017    |
| 9 settembre 2015  | iPad Mini 4 (16 GB e 64 GB)                                     | iPad           | 7 settembre 2016  |
| 9 settembre 2015  | iPad Mini 4 (32 GB)                                             | iPad           | 21 marzo 2017     |
| 9 settembre 2015  | iPad Mini 4 (128 GB)                                            | iPad           | 18 marzo 2019     |
| 25 settembre 2015 | iPhone 6S (16GB e 64GB)                                         | iPhone         | 7 settembre 2016  |
| 25 settembre 2015 | iPhone 6S (128 GB)                                              | iPhone         | 12 settembre 2018 |
| 25 settembre 2015 | iPhone 6S Plus (16 GB e 64 GB)                                  | iPhone         | 7 settembre 2016  |
| 25 settembre 2015 | iPhone 6S Plus (128 GB)                                         | iPhone         | 12 settembre 2018 |
| 13 ottobre 2015   | iMac (21,5 pollici, fine 2015)                                  | iMac           | 5 giugno 2017     |
| 13 ottobre 2015   | iMac (Retina 4K, 21,5 pollici, fine 2015)                       | iMac           | 5 giugno 2017     |
| 13 ottobre 2015   | iMac (Retina 5K, 27 pollici, fine 2015)                         | iMac           | 5 giugno 2017     |
| 13 ottobre 2015   | Mouse magico 2                                                  | Mouse di mela  | attuale           |
| 13 ottobre 2015   | Magic Trackpad 2                                                | Trackpad       | attuale           |
| 13 ottobre 2015   | Magic Keyboard                                                  | Tastiera Apple | 21 maggio 2021    |
| 30 ottobre 2015   | Apple TV HD (precedentemente Apple TV (4ª generazione)) (32 GB) | Apple TV       | 18 ottobre 2022   |
| 30 ottobre 2015   | Apple TV HD (precedentemente Apple TV (4ª generazione)) (64 GB) | Apple TV       | 12 settembre 2017 |
| 11 novembre 2015  | iPad Pro (12,9 pollici) (32 e 128 GB)                           | iPad           | 5 giugno 2017     |
| 11 novembre 2015  | Apple Pencil                                                    | iPad           | attuale           |

### 2016
| Rilasciato        | Modello                                                     | Famiglia    | Interrotto        |
| ----------------- | ----------------------------------------------------------- | ----------- | ----------------- |
| 31 marzo 2016     | iPad Pro (9,7 pollici)                                      | iPad        | 5 giugno 2017     |
| 31 marzo 2016     | iPhone SE (1ª generazione) (16 e 64 GB)                     | iPhone      | 21 marzo 2017     |
| 31 marzo 2016     | iPad Pro (12,9 pollici) (256 GB)                            | iPad        | 5 giugno 2017     |
| 19 aprile 2016    | MacBook (Retina, 12 pollici, inizio 2016)                   | MacBook     | 5 giugno 2017     |
| 7 settembre 2016  | iPad Air 2 (32 GB)                                          | iPad        | 21 marzo 2017     |
| 16 settembre 2016 | iPhone 7 (32 e 128 GB)                                      | iPhone      | 10 settembre 2019 |
| 16 settembre 2016 | iPhone 7 (256 GB)                                           | iPhone      | 12 settembre 2017 |
| 16 settembre 2016 | iPhone 7 Plus (32 e 128 GB)                                 | iPhone      | 10 settembre 2019 |
| 16 settembre 2016 | iPhone 7 Plus (256 GB)                                      | iPhone      | 12 settembre 2017 |
| 16 settembre 2016 | EarPods con connettore Lightning                            | Auricolari  | attuale           |
| 16 settembre 2016 | iPhone 6S (32 GB)                                           | iPhone      | 12 settembre 2018 |
| 16 settembre 2016 | iPhone 6S Plus (32 GB)                                      | iPhone      | 12 settembre 2018 |
| 16 settembre 2016 | Apple Watch serie 1                                         | Apple Watch | 12 settembre 2018 |
| 16 settembre 2016 | Apple Watch serie 2                                         | Apple Watch | 12 settembre 2017 |
| 16 settembre 2016 | Apple Watch Hermès serie 2                                  | Apple Watch | 12 settembre 2017 |
| 16 settembre 2016 | Apple Watch Edition serie 2                                 | Apple Watch | 12 settembre 2017 |
| 27 ottobre 2016   | MacBook Pro (13 pollici, 2016, due porte Thunderbolt 3)     | Macbook Pro | 5 giugno 2017     |
| 27 ottobre 2016   | MacBook Pro (13 pollici, 2016, quattro porte Thunderbolt 3) | Macbook Pro | 5 giugno 2017     |
| 27 ottobre 2016   | MacBook Pro (15 pollici, 2016)                              | Macbook Pro | 5 giugno 2017     |
| 28 ottobre 2016   | Apple Watch Nike+ Serie 2                                   | Apple Watch | 12 settembre 2017 |
| 19 dicembre 2016  | AirPods (1ª generazione)                                    | Auricolari  | 20 marzo 2019     |

### 2017

iPhone X

| Rilasciato        | Modello                                                     | Famiglia       | Interrotto        |
| ----------------- | ----------------------------------------------------------- | -------------- | ----------------- |
| 21 marzo 2017     | iPhone SE (1ª generazione) (32 GB e 128 GB)                 | iPhone         | 12 settembre 2018 |
| 24 marzo 2017     | iPad (5ª generazione)                                       | iPad           | 27 marzo 2018     |
| 5 giugno 2017     | iPad Pro (12,9 pollici) (2ª generazione)                    | iPad           | 7 novembre 2018   |
| 5 giugno 2017     | iPad Pro (10,5 pollici)                                     | iPad           | 18 marzo 2019     |
| 5 giugno 2017     | MacBook Air (13 pollici, 2017)                              | MacBook Air    | 9 luglio 2019     |
| 5 giugno 2017     | MacBook (Retina, 12 pollici, 2017)                          | MacBook        | 9 luglio 2019     |
| 5 giugno 2017     | MacBook Pro (13 pollici, 2017, due porte Thunderbolt 3)     | Macbook Pro    | 9 luglio 2019     |
| 5 giugno 2017     | MacBook Pro (13 pollici, 2017, quattro porte Thunderbolt 3) | Macbook Pro    | 12 luglio 2018    |
| 5 giugno 2017     | MacBook Pro (15 pollici, 2017)                              | Macbook Pro    | 12 luglio 2018    |
| 5 giugno 2017     | iMac (21,5 pollici, 2017)                                   | iMac           | 30 ottobre 2021   |
| 5 giugno 2017     | iMac (Retina 4K, 21,5 pollici, 2017)                        | iMac           | 19 marzo 2019     |
| 5 giugno 2017     | iMac (Retina 5K, 27 pollici, 2017)                          | iMac           | 19 marzo 2019     |
| 5 giugno 2017     | Magic Keyboard con tastierino numerico                      | Tastiera Apple | attuale           |
| 22 settembre 2017 | Apple TV 4K (1ª generazione)                                | Apple TV       | 20 aprile 2021    |
| 22 settembre 2017 | Apple Watch serie 3                                         | Apple Watch    | 7 settembre 2022  |
| 22 settembre 2017 | Apple Watch Hermès Serie 3                                  | Apple Watch    | 12 settembre 2018 |
| 22 settembre 2017 | Apple Watch Edizione Serie 3                                | Apple Watch    | 12 settembre 2018 |
| 22 settembre 2017 | Apple Watch Nike+ Serie 3                                   | Apple Watch    | 15 settembre 2020 |
| 22 settembre 2017 | iPhone 8 (64 GB)                                            | iPhone         | 15 aprile 2020    |
| 22 settembre 2017 | iPhone 8 (256 GB)                                           | iPhone         | 10 settembre 2019 |
| 22 settembre 2017 | iPhone 8 Plus (64 GB)                                       | iPhone         | 15 aprile 2020    |
| 22 settembre 2017 | iPhone 8 Plus (256 GB)                                      | iPhone         | 10 settembre 2019 |
| 3 novembre 2017   | iPhone X                                                    | iPhone         | 12 settembre 2018 |
| 14 dicembre 2017  | iMac Pro (2017)                                             | iMac           | 5 marzo 2021      |

### 2018

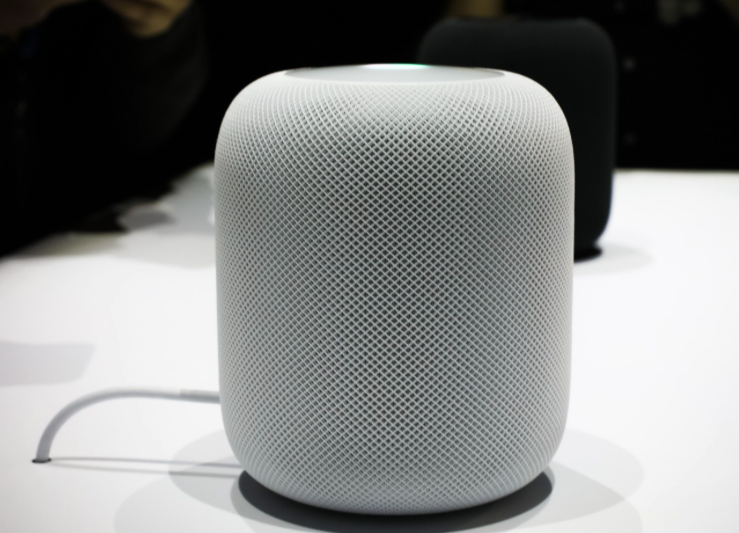
HomePod, rilasciato il 9 febbraio 2018

| Rilasciato        | Modello                                                     | Famiglia     | Interrotto        |
| ----------------- | ----------------------------------------------------------- | ------------ | ----------------- |
| 9 febbraio 2018   | HomePod                                                     | Altoparlanti | 12 marzo 2021     |
| 27 marzo 2018     | iPad (6ª generazione)                                       | iPad         | 10 settembre 2019 |
| 12 luglio 2018    | MacBook Pro (13 pollici, 2018, quattro porte Thunderbolt 3) | Macbook Pro  | 21 maggio 2019    |
| 12 luglio 2018    | MacBook Pro (15 pollici, 2018)                              | Macbook Pro  | 21 maggio 2019    |
| 21 settembre 2018 | Apple Watch serie 4                                         | Apple Watch  | 10 settembre 2019 |
| 21 settembre 2018 | Apple Watch Hermès Serie 4                                  | Apple Watch  | 10 settembre 2019 |
| 21 settembre 2018 | Apple Watch Nike+ Serie 4                                   | Apple Watch  | 10 settembre 2019 |
| 21 settembre 2018 | iPhone XS                                                   | iPhone       | 10 settembre 2019 |
| 21 settembre 2018 | iPhone XS Max                                               | iPhone       | 10 settembre 2019 |
| 26 ottobre 2018   | iPhone XR (64 GB e 128 GB)                                  | iPhone       | 14 settembre 2021 |
| 26 ottobre 2018   | iPhone XR (256 GB)                                          | iPhone       | 10 settembre 2019 |
| 30 ottobre 2018   | Apple Pencil (2ª generazione)                               | iPad         | attuale           |
| 7 novembre 2018   | iPad Pro (11 pollici) (1ª generazione)                      | iPad         | 18 marzo 2020     |
| 7 novembre 2018   | iPad Pro (12,9 pollici) (3ª generazione)                    | iPad         | 18 marzo 2020     |
| 7 novembre 2018   | MacBook Air (Retina, 13 pollici, 2018)                      | MacBook Air  | 9 luglio 2019     |
| 7 novembre 2018   | Mac Mini (2018) (Intel Core i3)                             | Mac Mini     | 17 novembre 2020  |
| 7 novembre 2018   | Mac Mini (2018) (Intel Core i5 e i7)                        | Mac Mini     | attuale           |

### 2019
| Rilasciato        | Modello                                                     | Famiglia             | Interrotto                                                       |
| ----------------- | ----------------------------------------------------------- | -------------------- | ---------------------------------------------------------------- |
| 18 marzo 2019     | iPad Air (3ª generazione)                                   | iPad                 | 15 settembre 2020                                                |
| 18 marzo 2019     | iPad Mini (5ª generazione)                                  | iPad                 | 14 settembre 2021                                                |
| 19 marzo 2019     | iMac (Retina 4K, 21,5 pollici, 2019)                        | iMac                 | 20 aprile 2021                                                   |
| 19 marzo 2019     | iMac (Retina 5K, 27 pollici, 2019)                          | iMac                 | 4 agosto 2020                                                    |
| 20 marzo 2019     | AirPods (2ª generazione)                                    | Auricolari           | attuale                                                          |
| 21 maggio 2019    | MacBook Pro (13 pollici, 2019, quattro porte Thunderbolt 3) | Macbook Pro          | 4 maggio 2020                                                    |
| 21 maggio 2019    | MacBook Pro (15 pollici, 2019)                              | Macbook Pro          | 13 novembre 2019                                                 |
| 28 maggio 2019    | iPod Touch (7ª generazione)                                 | iPod touch           | 10 maggio 2022                                                   |
| 9 luglio 2019     | MacBook Air (Retina, 13 pollici, 2019)                      | MacBook Air          | 18 marzo 2020                                                    |
| 9 luglio 2019     | MacBook Pro (13 pollici, 2019, due porte Thunderbolt 3)     | Macbook Pro          | 4 maggio 2020                                                    |
| 20 agosto 2019    | Apple Card                                                  | Accessori per iPhone | attuale                                                          |
| 20 settembre 2019 | Apple Watch serie 5                                         | Apple Watch          | 15 settembre 2020                                                |
| 20 settembre 2019 | Apple Watch Hermès Serie 5                                  | Apple Watch          | 15 settembre 2020                                                |
| 20 settembre 2019 | Apple Watch Nike serie 5                                    | Apple Watch          | 15 settembre 2020                                                |
| 20 settembre 2019 | Apple Watch Edizione Serie 5                                | Apple Watch          | 15 settembre 2020                                                |
| 20 settembre 2019 | iPhone 8 (128 GB)                                           | iPhone               | 15 aprile 2020                                                   |
| 20 settembre 2019 | iPhone 8 Plus (128 GB)                                      | iPhone               | 15 aprile 2020                                                   |
| 20 settembre 2019 | iPhone 11                                                   | iPhone               | 7 settembre 2022                                                 |
| 20 settembre 2019 | iPhone 11 Pro                                               | iPhone               | 13 ottobre 2020                                                  |
| 20 settembre 2019 | iPhone 11 Pro Max                                           | iPhone               | 13 ottobre 2020                                                  |
| 25 settembre 2019 | iPad (7ª generazione)                                       | iPad                 | 15 settembre 2020                                                |
| 30 ottobre 2019   | AirPods Pro                                                 | Auricolari           | 7 settembre 2022                                                 |
| 13 novembre 2019  | MacBook Pro (16 pollici, 2019)                              | Macbook Pro          | 18 ottobre 2021                                                  |
| 10 dicembre 2019  | Mac Pro (2019)                                              | Mac Pro              | dismesso il 5 Giugno 2023 sostituito con il Mac Pro con M2 ultra |
| 10 dicembre 2019  | Pro Display XDR                                             | Display              | attuale                                                          |

### 2020

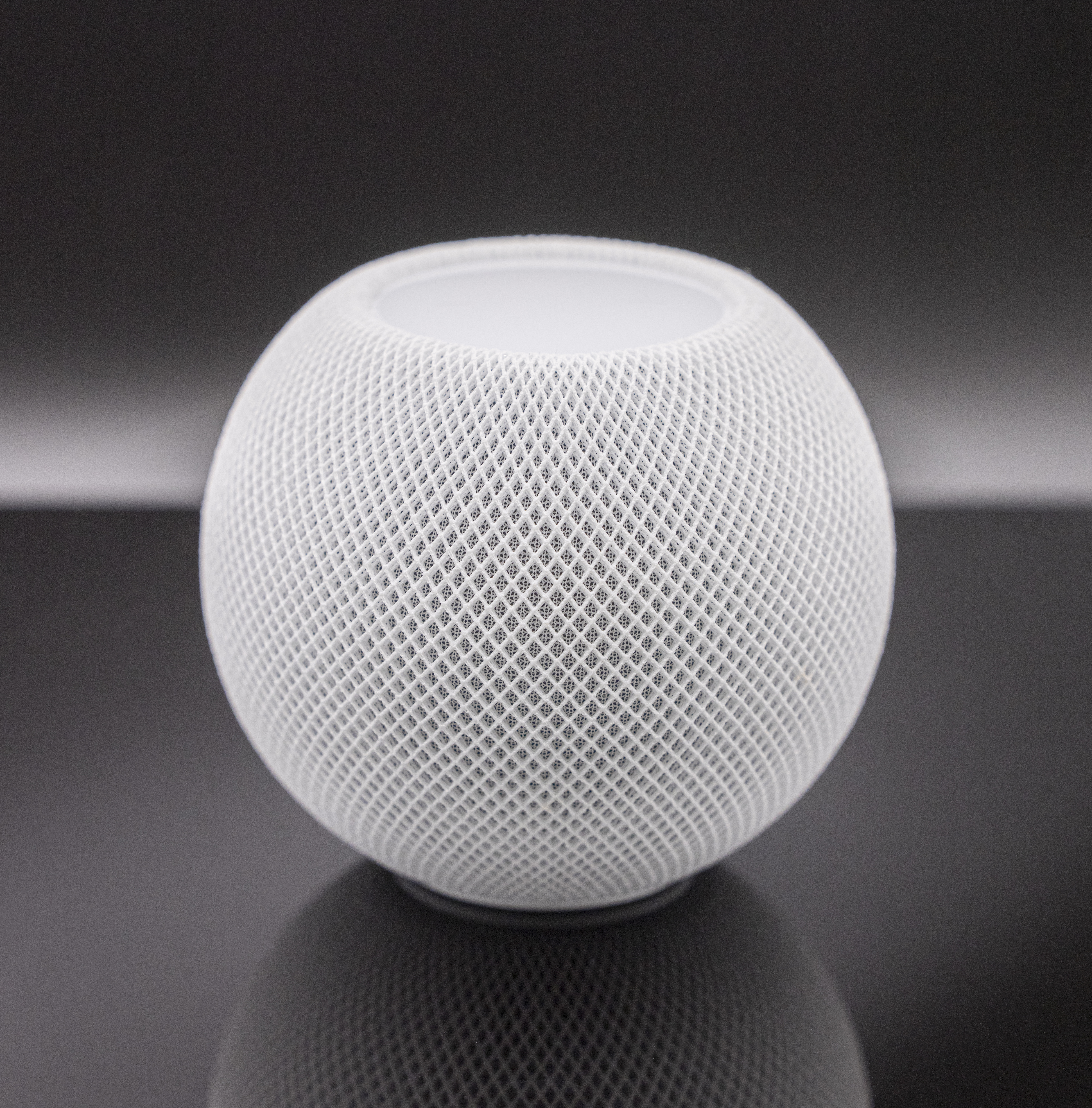
HomePod Mini

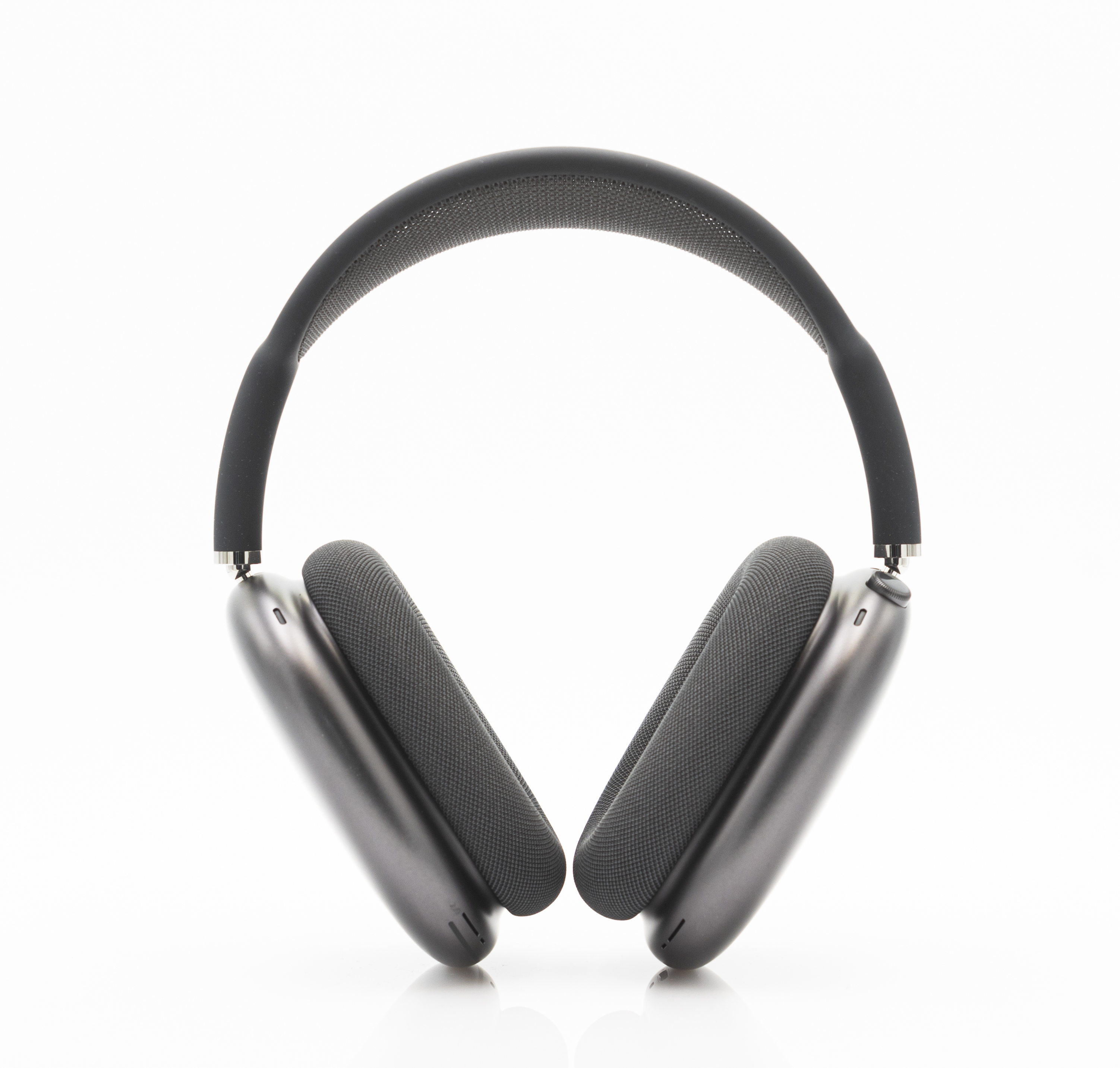
AirPods Max

| Rilasciato        | Modello                                                     | Famiglia       | Interrotto        |
| ----------------- | ----------------------------------------------------------- | -------------- | ----------------- |
| 18 marzo 2020     | iPad Pro (11 pollici) (2ª generazione)                      | iPad           | 20 aprile 2021    |
| 18 marzo 2020     | iPad Pro (12,9 pollici) (4ª generazione)                    | iPad           | 20 aprile 2021    |
| 18 marzo 2020     | Magic Keyboard per iPad                                     | Tastiera Apple | attuale           |
| 18 marzo 2020     | MacBook Air (Retina, 13 pollici, 2020)                      | MacBook Air    | 17 novembre 2020  |
| 24 aprile 2020    | iPhone SE (2ª generazione)                                  | iPhone         | 8 marzo 2022      |
| 4 maggio 2020     | MacBook Pro (13 pollici, 2020, quattro porte Thunderbolt 3) | Macbook Pro    | 18 ottobre 2021   |
| 4 maggio 2020     | MacBook Pro (13 pollici, 2020, due porte Thunderbolt 3)     | Macbook Pro    | 17 novembre 2020  |
| 4 agosto 2020     | iMac (Retina 5K, 27 pollici, 2020)                          | iMac           | 8 marzo 2022      |
| 18 settembre 2020 | Apple Watch serie 6                                         | Apple Watch    | 8 ottobre 2021    |
| 18 settembre 2020 | Apple Watch Hermès Serie 6                                  | Apple Watch    | 8 ottobre 2021    |
| 18 settembre 2020 | Apple Watch Nike serie 6                                    | Apple Watch    | 8 ottobre 2021    |
| 18 settembre 2020 | Apple Watch SE                                              | Apple Watch    | 7 settembre 2022  |
| 18 settembre 2020 | iPad (8ª generazione)                                       | iPad           | 14 settembre 2021 |
| 23 ottobre 2020   | iPad Air (4ª generazione)                                   | iPad           | 8 marzo 2022      |
| 23 ottobre 2020   | iPhone 12                                                   | iPhone         | attuale           |
| 23 ottobre 2020   | iPhone 12 Pro                                               | iPhone         | 14 settembre 2021 |
| 13 novembre 2020  | iPhone 12 Mini                                              | iPhone         | 7 settembre 2022  |
| 13 novembre 2020  | iPhone 12 Pro Max                                           | iPhone         | 14 settembre 2021 |
| 16 novembre 2020  | HomePod Mini                                                | Altoparlanti   | attuale           |
| 17 novembre 2020  | Mac Mini (M1, 2020)                                         | Mac Mini       | attuale           |
| 17 novembre 2020  | MacBook Air (M1, 2020)                                      | MacBook Air    | attuale           |
| 17 novembre 2020  | MacBook Pro (13 pollici, M1, 2020)                          | Macbook Pro    | 6 giugno 2022     |
| 15 dicembre 2020  | AirPods Max                                                 | Auricolari     | attuale           |

### 2021

AirTag, rilasciato il 30 aprile 2021

iMac (M1), rilasciato il 21 maggio 2021

iPhone 14 Pro, rilasciato il 7 settembre 2022

| Rilasciato        | Modello                                            | Famiglia             | Interrotto       |
| ----------------- | -------------------------------------------------- | -------------------- | ---------------- |
| 30 aprile 2021    | AirTag                                             | Accessori per iPhone | attuale          |
| 21 maggio 2021    | Apple TV 4K (2ª generazione)                       | Apple TV             | 18 ottobre 2022  |
| 21 maggio 2021    | iMac (24 pollici, M1, 2021)                        | iMac                 | attuale          |
| 21 maggio 2021    | Tastiera magica (2021)                             | Tastiera Apple       | attuale          |
| 21 maggio 2021    | Tastiera magica con Touch ID                       | Tastiera Apple       | attuale          |
| 21 maggio 2021    | Tastiera magica con Touch ID e tastierino numerico | Tastiera Apple       | attuale          |
| 21 maggio 2021    | iPad Pro (11 pollici) (3ª generazione)             | iPad                 | 18 ottobre 2022  |
| 21 maggio 2021    | iPad Pro (12,9 pollici) (5ª generazione)           | iPad                 | 18 ottobre 2022  |
| 13 luglio 2021    | Pacco batterie MagSafe                             | iPhone               | attuale          |
| 24 settembre 2021 | iPad (9ª generazione)                              | iPad                 | attuale          |
| 24 settembre 2021 | iPad Mini (6ª generazione)                         | iPad                 | attuale          |
| 24 settembre 2021 | iPhone 13                                          | iPhone               | attuale          |
| 24 settembre 2021 | iPhone 13 Mini                                     | iPhone               | attuale          |
| 24 settembre 2021 | iPhone 13 Pro                                      | iPhone               | 7 settembre 2022 |
| 24 settembre 2021 | iPhone 13 Pro Max                                  | iPhone               | 7 settembre 2022 |
| 8 ottobre 2021    | Apple Watch serie 7                                | Apple Watch          | 7 settembre 2022 |
| 26 ottobre 2021   | AirPods (3ª generazione)                           | Auricolari           | attuale          |
| 26 ottobre 2021   | AirPods Pro con custodia di ricarica MagSafe       | Auricolari           | 7 settembre 2022 |
| 26 ottobre 2021   | MacBook Pro (14 pollici, 2021)                     | Macbook Pro          | attuale          |
| 26 ottobre 2021   | MacBook Pro (16 pollici, 2021)                     | Macbook Pro          | attuale          |
| 26 ottobre 2021   | Panno per lucidare Apple                           | Aiuto per la pulizia | attuale          |
| 1 novembre 2021   | HomePod Mini (Giallo, Arancio, Blu)                | Altoparlanti         | attuale          |

### 2022
| Rilasciato        | Modello                            | Famiglia    | Interrotto |
| ----------------- | ---------------------------------- | ----------- | --- |
| 18 marzo 2022     | Apple Studio Display               | Visualizza  | attuale |
| 18 marzo 2022     | iPad Air (5ª generazione)          | iPad        | attuale |
| 18 marzo 2022     | iPhone SE (3ª generazione)         | iPhone      | attuale |
| 18 marzo 2022     | Mac Studio                         | Mac Studio  | fuori produzione dal 5 Giugno 2023 sostituito con i Mac Studio con M2 PRo e M2 ultra in Italia prezzi aumentati |
| 24 giugno 2022    | MacBook Pro (13 pollici, M2, 2022) | Macbook Pro | attuale |
| 15 luglio 2022    | MacBook Air (M2, 2022)             | MacBook Air | attuale |
| 16 settembre 2022 | Apple Watch Series 8               | Apple Watch | attuale |
| 16 settembre 2022 | Apple Watch SE (2ª generazione)    | Apple Watch | attuale |
| 16 settembre 2022 | iPhone 14                          | iPhone      | attuale |
| 16 settembre 2022 | iPhone 14 Pro                      | iPhone      | attuale |
| 16 settembre 2022 | iPhone 14 Pro Max                  | iPhone      | attuale |
| 23 settembre 2022 | AirPods Pro (2ª generazione)       | Auricolari  | attuale |
| 23 settembre 2022 | Apple Watch Ultra                  | Apple Watch | attuale |
| 7 settembre 2022  | iPhone 14 Plus                     | iPhone      | attuale |
| 26 ottobre 2022   | iPad (10ª generazione)             | iPad        | attuale |
| 26 ottobre 2022   | iPad Pro (6ª generazione)          | iPad        | attuale |
| 4 novembre 2022   | Apple TV 4K (3ª generazione)       | Apple TV    | attuale |